# Liste geflügelter Worte/V

## Vae victis
Der Ausspruch Vae victis („Wehe den Besiegten!“) geht auf einen Bericht des Livius über den Keltenkönig Brennus zurück. Nach seinem Sieg über die Römer warfen diese ihm vor, bei der Auswägung der auferlegten Kriegskontribution zu schwere Gewichte zu benutzen. Daraufhin soll Brennus mit diesen Worten auch noch sein Schwert in die Waagschale geworfen haben, so dass die Römer nun sogar noch mehr Gold zahlen mussten. Der Ausspruch wurde sprichwörtlich und wurde später etwa von Plautus und Plutarch zitiert. Der materielle Schaden für das Römische Reich war weitaus geringer als der immaterielle, denn das Selbstbewusstsein der Römer war erschüttert.
Von dieser Begebenheit stammt auch: „sein Schwert/etwas in die Waagschale werfen“.

## Varus, gib mir meine Legionen wieder!

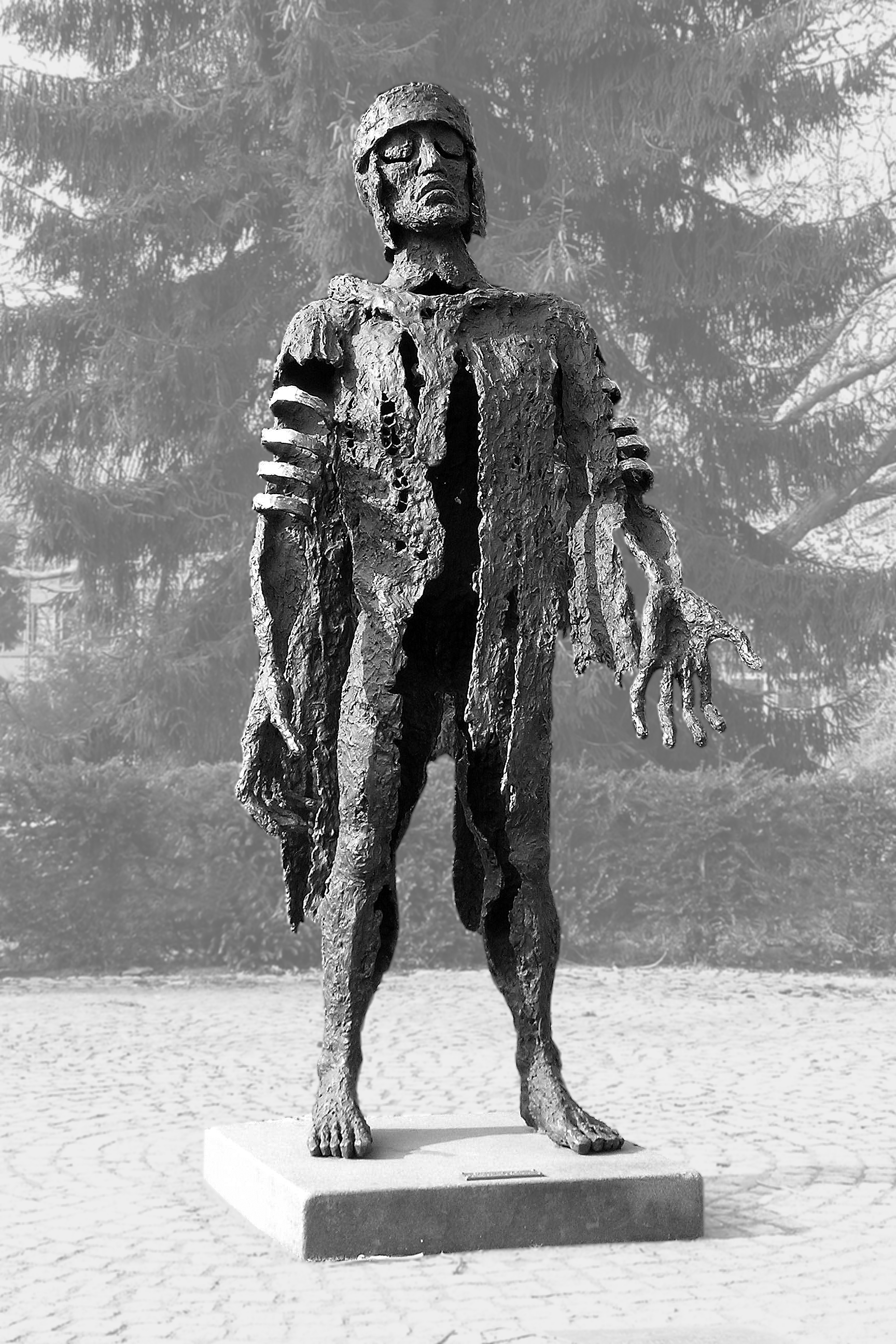
Der gescheiterte Varus. Skulptur

Während Publius Quinctilius Varus sich im Jahr 9 n. Chr. mit drei Legionen auf dem Rückzug in sein Winterlager am Rhein befand, lockten ihn die Germanen unter dem Cheruskerfürsten Arminius in einen Hinterhalt und schlugen ihn in der Varusschlacht vernichtend.
Die Schlacht gilt mit dem Verlust von drei Legionen und ebenso vielen Reiterabteilungen sowie sechs Kohorten als eine der größten römischen Niederlagen. Varus nahm sich noch auf dem Schlachtfeld das Leben. Als Kaiser Augustus von der Niederlage in Germanien erfuhr, soll er nach den Ausführungen des Biographen Sueton ausgerufen haben:

“Quintili Vare, legiones redde!”

„Quintilius Varus, gib die Legionen zurück!“

In Joseph Victor von Scheffels Lied Als die Römer frech geworden wird dies ins Lächerliche gezogen:
11. Nur in Rom war man nicht heiter,

Sondern kaufte Trauerkleider;

Grade als beim Mittagsmahl

Augustus saß im Kaisersaal,

Kam die Trauerbotschaft.

12. Erst blieb ihm vor jähem Schrecken

Ein Stück Pfau im Halse stecken,

Dann geriet er außer sich

‚Varus, Varus, schäme Dich,

Redde legiones!‘

## Vater, ich habe gesündigt.

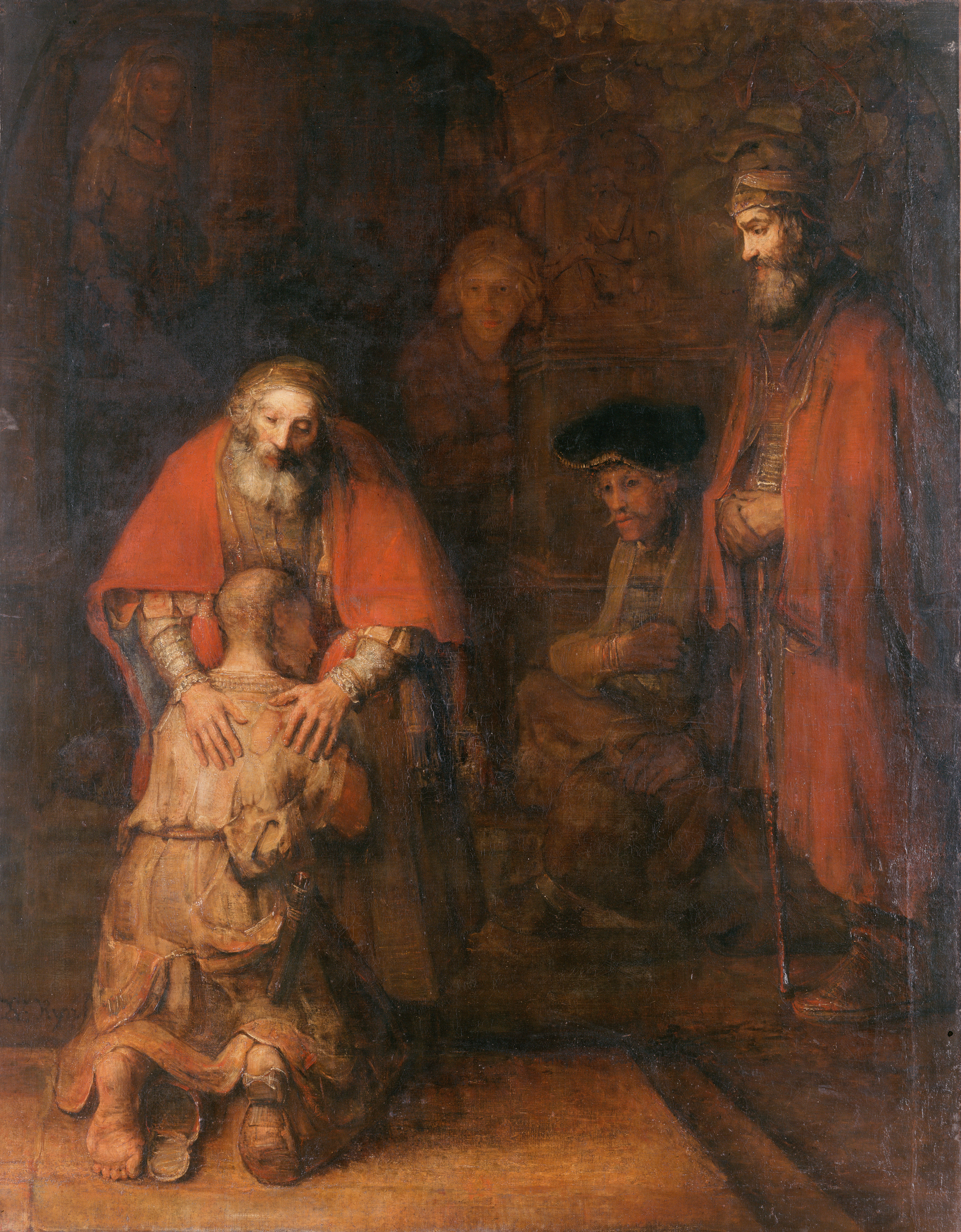
Rembrandt: Die Rückkehr des verlorenen Sohnes

„Vater, ich habe gesündigt“ sind die Worte des verlorenen Sohnes bei der Rückkehr zu seinem Vater.
Ein junger Mann verlangt von seinem Vater sein Erbteil und verprasst es. Dann kehrt er reumütig zum Vater zurück und sagt:

«Πάτερ, ἥμαρτον εἰς τὸν οὐρανὸν καὶ ἐνώπιόν σου.»

„Pater, hēmartōn eis ton ouranon kai enōpion sou.“

„Vater, ich habe gesündigt gegen den Himmel und vor dir.“

Der Vater ist so froh über die Rückkehr des verlorenen Sohnes, dass er für ihn ein großes Fest veranstaltet. Als sich der ältere Sohn über das Verhalten des Vaters beklagt, entgegnet dieser:

„Du bist immer bei mir gewesen, was mein ist, ist dein. Freue dich über die Rückkehr deines Bruders, der tot war und wieder lebendig geworden ist.“

## Vater unser
Im Evangelium nach Matthäus und im Evangelium nach Lukas steht das Vaterunser (lateinisch: Paternoster), ein Gebet, das Jesus Christus seine Jünger gelehrt hat. Es ist das einzige Gebet, von dem die Bibel unter Berufung auf Jesus überliefert, dass es die Christen beten sollen: „Darum sollt ihr so beten.“ Es ist das am weitesten verbreitete Gebet im Christentum. Nach dem ursprünglichen Text von Lukas zerfällt es in fünf, nach Evangelium des Matthäus in sieben Bitten (um Zuwendung geistiger [1–3] und leiblicher [4] Güter sowie Abwendung von Übeln [5–7]).

## Vater, vergib ihnen!

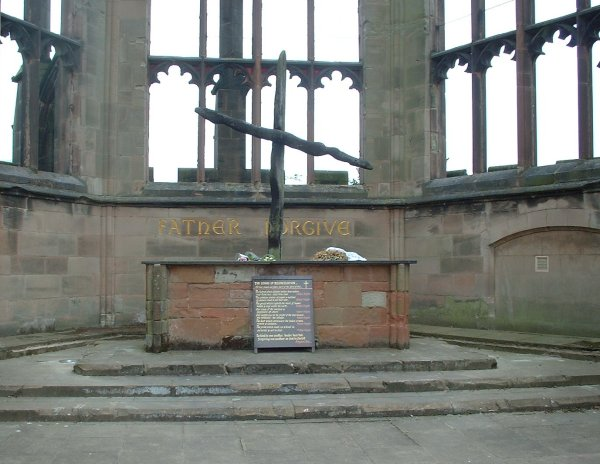
Kathedrale von Coventry: Father forgive

„Vater, vergib ihnen; denn sie wissen nicht, was sie tun!“ bittet im Evangelium nach Lukas der gekreuzigte Jesus seinen Vater im Himmel für seine Peiniger:

„Es wurden aber auch andere hingeführt, zwei Übeltäter, dass sie mit ihm hingerichtet würden. Und als sie kamen an die Stätte, die da heißt Schädelstätte, kreuzigten sie ihn dort und die Übeltäter mit ihm, einen zur Rechten und einen zur Linken. Jesus aber sprach: »Vater, vergib ihnen; denn sie wissen nicht, was sie tun!« Und sie verteilten seine Kleider und warfen das Los darum.“

Auf dem Altar der britischen Kathedrale von Coventry steht ein Holzkreuz, das der damalige Propst nach dem deutschen Luftangriff aus zwei verbrannten Dachbalken anfertigen ließ.
An der Altarwand dahinter steht die folgende englische Inschrift:

“Father forgive.”

„Vater, vergib.“

## Vater werden ist nicht schwer.

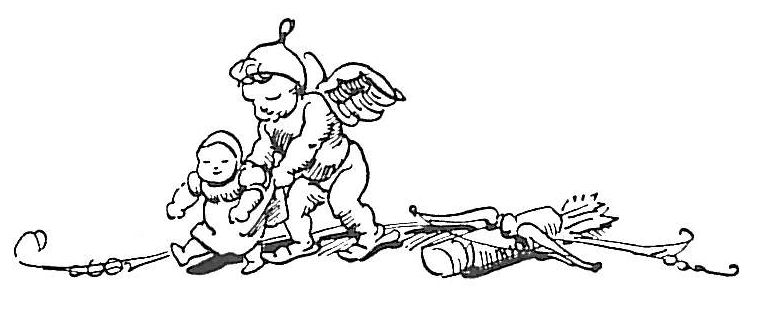
„Vater werden ist nicht schwer, Vater sein dagegen sehr.“

Aus der Bildergeschichte Julchen in der Knopp-Trilogie des Junggesellen Wilhelm Busch stammt die folgende Erkenntnis als Vorbemerk:
Vater werden ist nicht schwer,

Vater sein dagegen sehr.
Busch setzt noch hinzu:
Ersteres wird gern geübt,

Weil es allgemein beliebt.
Weiter unten heißt es dann:
Steht dann eines Morgens da

Als ein Vater und Papa

Und ist froh aus Herzensgrund,

Daß er dies so gut gekunnt.
Dann beschreibt Busch das Verhalten von Kleinkindern:
Denn der Mensch als Kreatur

Hat von Rücksicht keine Spur.
Vater sein dagegen sehr ist ein Ratgeber mit dem Untertitel Kluger Rat für werdende Väter und ihre Partnerinnen, der darauf abzielt, dass viele Männer auf ihre neue Rolle als werdende und später erziehende Väter gänzlich unvorbereitet sind.

## Vaterland nennt sich der Staat immer dann, wenn er sich anschickt, auf Menschenmord auszugehen.

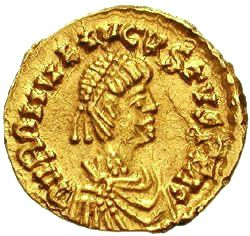
Tremissis des Romulus Augustulus

Diese Feststellung stammt aus dem 3. Akt des Theaterstücks Romulus der Große des Schweizer Dramatikers Friedrich Dürrenmatt, der beobachtete, dass der Begriff Vaterland oft durch politische Ideologien missbraucht wird, um eine Feindschaft zu anderen Ländern zu erzeugen.
Die Komödie kreist um den letzten weströmischen Kaiser Romulus Augustulus, der die eigene Kultur für ihre grausame Vergangenheit verachtet und den Einmarsch der Germanen herbeisehnt, da dieser das Ende des römischen Imperiums bedeuten würde.
Auf die Frage seiner Tochter Rea, ob man denn das Vaterland nicht mehr lieben solle als alles in der Welt, antwortet Romulus:

„Nein, man soll es weniger lieben als einen Menschen. Man soll vor allem gegen sein Vaterland mißtrauisch sein. Es wird niemand leichter zum Mörder als ein Vaterland.“

Auf die Bemerkung Reas, es gehe um das Vaterland, nicht um einen Staat, sagt Romulus dann die obigen Worte.
Das Wort Vaterland bedeutet ursprünglich wohl zu bebauendes Land, das dem Vater gehört. Der Begriff erweiterte sich im Laufe der Zeit, bis es das Herkunfts- und Zugehörigkeitsgebiet von Menschen umfasste und sogar personifiziert werden konnte.

## Vaterlandslose Gesellen
Die abwertende Bezeichnung Vaterlandslose Gesellen für die Sozialdemokraten wird oft Kaiser Wilhelm II. selbst zugeschrieben und bezieht sich wahrscheinlich auf folgenden Satz im Manifest der Kommunistischen Partei von Karl Marx und Friedrich Engels:

„Den Kommunisten ist ferner vorgeworfen worden, sie wollten das Vaterland, die Nationalität abschaffen. – Die Arbeiter haben kein Vaterland. Man kann ihnen nicht nehmen, was sie nicht haben.“

In seinem Roman Der Steppenwolf verwendet Hermann Hesse den Begriff mehrfach, und der Schriftsteller Adam Scharrer machte ihn zum Titel eines Romans.
Im April 2004 wurde der Ausdruck vom SPD-Politiker Wolfgang Thierse als Schimpfwort für deutsche Unternehmen benutzt, die Arbeitsstellen ins Ausland verlagern.

## Venceremos.
Venceremos (spanisch für: „Wir werden siegen“) ist ein politisches Kampflied aus Chile, welches 1970 für den Wahlkampf von Salvador Allendes Bewegung geschrieben wurde. Es wurde schnell so populär, dass es bis zum Putsch 1973 die inoffizielle Nationalhymne Chiles war. In der spanischsprachigen Welt hat es in etwa die gleiche Bedeutung wie das Lied We Shall Overcome in der englischsprachigen.
Der Kehrvers lautet folgendermaßen:
| Venceremos, venceremos, mil cadenas habrá que romper, venceremos, venceremos, la miseria sabremos vencer. | \|: Venceremos, Venceremos! Schlagt das Volk aus den Ketten, schlagt los! Venceremos, Venceremos! Aus dem Elend befreit sind wir groß. :\| |

## Verachtet mir die Meister nicht!

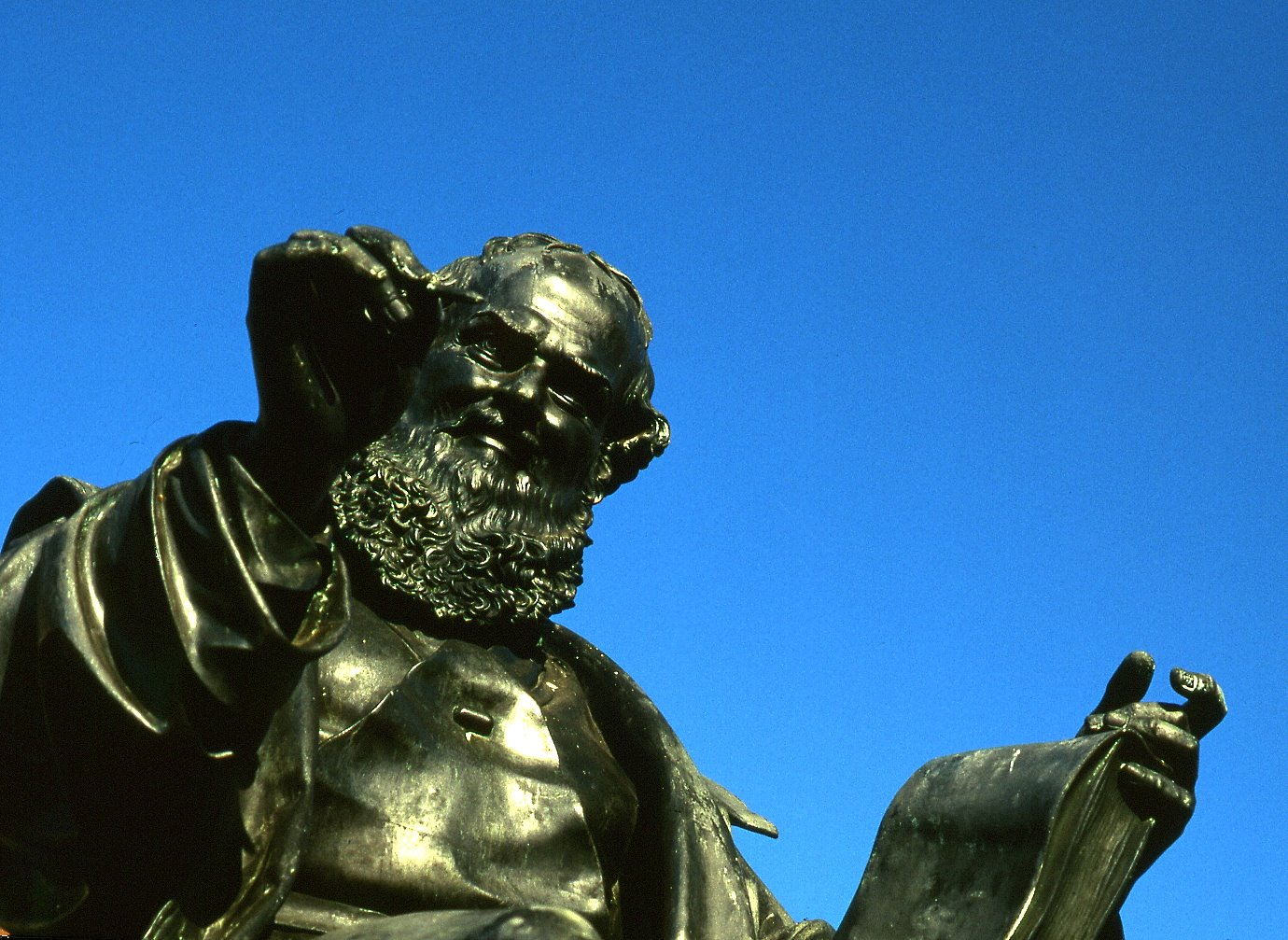
Hans Sachs

In der Oper Die Meistersinger von Nürnberg von Richard Wagner sagt der Schusterpoet Hans Sachs zu dem für Neues offenen Ritter Walther von Stolzing:

„Verachtet mir die Meister nicht, und ehrt mir ihre Kunst.“

Während Walther für das Neue steht, tritt Sachs auch für die Bewahrung des Überkommenen in der Kunst ein.
In Sachs sieht Wagner die letzte Erscheinung des künstlerisch produktiven Volksgeistes. Stolzing ist der „Erneuerer“, als der sich Wagner auch selbst sah.

## Verbunden werden auch die Schwachen mächtig.
In Schillers Drama Wilhelm Tell (I, 3) sagt Werner Stauffacher, Vertreter des Kantons Schwyz, als er sich Gedanken über die Erhebung der Schweizer gegen den Reichsvogt macht:

„Verbunden werden auch die Schwachen mächtig.“

Wilhelm Tell aus dem Kanton Uri hingegen sagt:

„Der Starke ist am mächtigsten allein.“

## Verdammt in alle Ewigkeit
Verdammt in alle Ewigkeit (englisch: From Here to Eternity) ist der deutsche Titel eines 1951 erschienenen und 1953 von Fred Zinnemann in Hollywood verfilmten Romans von James Jones. Der englische Titel ist ein Zitat aus dem Gedicht Gentleman Rankers (Gemeine Soldaten aus gutem Haus) von Rudyard Kipling. Dort heißt es am Ende der ersten Strophe:
We’re poor little lambs who’ve lost our way,

Baa! Baa! Baa!

We’re little black sheep who’ve gone astray,

Baa--aa--aa!

Gentlemen-rankers out on the spree,

Damned from here to Eternity,

God ha’ mercy on such as we,

Baa! Yah! Bah!
Im Roman wird geschildert, wie der Soldat Prewitt auf Hawaii kurz vor dem japanischen Angriff auf Pearl Harbor durch seine Vorgesetzten unterdrückt wird.

## Verderben, gehe deinen Gang!
In Friedrich Schillers Trauerspiel Die Verschwörung des Fiesco zu Genua kommt es zu einem Dialog zwischen Andreas Doria, dem tyrannischen Dogen von Genua, und dem Verschwörer Fiesko, der den Tyrannen stürzen will. Am Ende dieser Szene bleibt ein nachdenklicher Fiesko zurück, der sich dann selbst zuredet, sein begonnenes Werk fortzuführen:

„ANDREAS groß. Armer Spötter! Hast du nie gehört, daß Andreas Doria achtzig alt ist, und Genua – glücklich? Er verläßt die Altane.
 FIESCO blickt ihm erstaunt nach. Mußt ich diesen Mann erst stürzen, eh ich lerne, daß es schwerer ist, ihm zu gleichen? Er geht einige Schritte tiefsinnig auf und nieder. Nun! ich machte Größe mit Größe wett – wir sind fertig, Andreas; und nun, Verderben, gehe deinen Gang. Er eilt in die hinterste Gasse – Trommeln tönen von allen Enden. Scharfes Gefecht am Thomastor. Das Tor wird gesprengt und öffnet die Aussicht in den Hafen, worin Schiffe liegen, mit Fackeln erleuchtet.“

## Verehrtes Publikum, los, such dir selbst den Schluss!
Diese Aufforderung stammt aus Bertolt Brechts Drama Der gute Mensch von Sezuan und soll die Zuschauer zu Entscheidungen zwingen. Im Epilog tritt ein Schauspieler auf die Bühne und begründet den offenen Schluss damit, dass das Publikum selbst über die Konsequenzen aus dem Dargestellten nachdenken soll:
Wir stehen selbst enttäuscht und sehn betroffen

Den Vorhang zu und alle Fragen offen.

[…]

Sie selber dächten auf der Stelle nach

Auf welche Weis dem guten Menschen man

Zu einem guten Ende helfen kann.

Verehrtes Publikum, los, such dir selbst den Schluss!

Es muss ein guter da sein, muss, muss, muss!
Brechts Ziel war es, dem Publikum stets vor Augen zu halten, dass es sich im Theater befindet, und dazu diente ihm auch der Verfremdungseffekt.

## Verflixt und zugenäht!
Die Wendung Verflixt und zugenäht (bzw. „Verflucht und zugenäht“) entstand aus einem kleinen Studentenlied, in dem es heißt:
Ich habe eine Liebste, die ist wunderschön,

sie zeigt mir ihre Äpfelchen, da ist’s um mich gescheh’n.

Doch als mir meine Liebste der Liebe Frucht gesteht,

da hab’ ich meinen Hosenlatz verflucht und zugenäht.
Das Lied hat aber auch ein Happy End:
Doch als sie dann zu sehr geflennt,

hab ich ihn wieder aufgetrennt.

## Vergeben, aber nicht vergessen.
Die Aufforderung, etwas zu vergeben, aber den Gegenstand der Vergebung im Gedächtnis zu behalten, geht auf eine Anekdote um den Staatsmann Otto von Bismarck zurück, die dieser in seinem Buch Gedanken und Erinnerungen selbst erzählt. Es geht dabei um die Beziehung zu seinem alten Freund, Feldmarschall Friedrich von Wrangel, mit dem ein langjähriges Zerwürfnis beendet wurde.
Während des Deutsch-Dänischen Krieges hatte Wrangel zunächst den Oberbefehl über die preußisch-österreichischen Truppen. Er wurde im Kriegsverlauf aber schnell, da er eigenmächtig vorging, auf Betreiben Bismarcks abgelöst. Wrangel verzögerte die Operationen und verbot die Verfolgung der geschlagenen dänischen Truppen.
Von Bismarcks Verhältnis zu Wrangel wird erzählt, dass Bismarck als junger Gesandter an der Hoftafel dem alten Wrangel gegenübersaß, mit dem er einen schweren Streit gehabt hatte. Die beiden redeten kein Wort miteinander, bis der alte Wrangel zu Bismarck sagte:

„Mein Sohn, kannst Du nicht vergessen?“

Bismarck antwortete abweisend:

„Nein!“

Dann schwiegen beide lange, bis Wrangel erneut anfing:

„Mein Sohn, kannst Du nicht vergeben?“

Da streckte Bismarck ihm die Hand über den Tisch entgegen und sagte:

„Von Herzen gern!“

John F. Kennedy wird zugeschrieben: „Vergib deinen Feinden, aber merk dir ihre Namen.“

## Vergiss das Beste nicht!

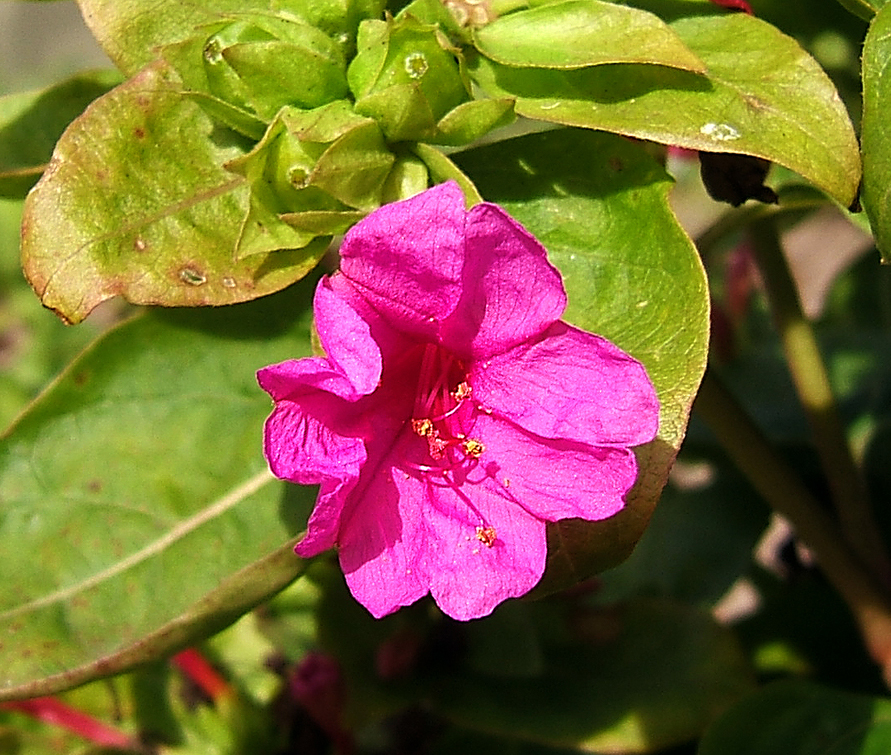
Wunderblume

Diese Mahnung ist eine in zahlreichen deutschen Volkssagen immer wiederkehrende Formel. Dabei geht es um einen in einem Berg verborgenen Schatz, zu dessen Hebung man eine Wunderblume (oder Ähnliches) braucht. Wer die Blume entdeckt hat und damit in den Berg eingedrungen ist, wird durch eine Stimme ermahnt, das Beste nicht zu vergessen. Gemeint ist damit die Blume, die den Rückweg öffnet. Wird sie vergessen, so fährt der Berg zu und der Schatz ist verloren. In der Liebesgeschichte von der Sonnenberger Burg wird von einem Hirten und einem traurigen Burgfräulein erzählt, das dem Hirten das Tor zum Zwergenland öffnete:

„Und während er sein Glück kaum fassen konnte und sich die Taschen mit den Kostbarkeiten füllte, fiel sacht die Blume des Mädchens von seinem Hut herab. ‚Vergiss das Beste nicht!‘, mahnte das Mädchen, und der Hirte erschrak. Er stopfte sich noch mehr Edelsteine in den Hut, doch wieder sagte sie: ‚Vergiss das Beste nicht!‘ Er füllte auch den Hut mit dicken Goldmünzen, und zum dritten Mal sprach sie: ‚Vergiss das Beste nicht!‘ Ihre Stimme war kaum zu hören, denn sie war von Tränen erstickt, und aus der Tiefe des Berges hörte der Hirte ein dumpfes Grollen. Ihn packte kaltes Entsetzen, und schwer beladen mit seinen neuen Reichtümern rannte er die dunklen Gänge zurück.
Er fand die Pforte und war froh, dem unheimlichen Berg entronnen zu sein. Doch als er draußen die Taschen leerte, konnte er suchen, so lange er wollte, er fand nichts als welkes Laub. Die Pforte zum Zwergenreich war verschwunden, und plötzlich erfasste ihn ein tiefer Schmerz: Er war dazu ausersehen gewesen, das Mädchen zu erlösen – er hätte sie befreien können, wenn er statt der Schätze nur ihre Blume mitgenommen hätte.“

Heute wird das Zitat meist in einem anderen Sinn gebraucht. So nennt der Benediktinerpater Anselm Grün sein Buch mit Inspirationen für jeden Tag Vergiss das Beste nicht.

## Verhaftet die üblichen Verdächtigen!
„Verhaftet die üblichen Verdächtigen!“ (englisch Round up the usual suspects) stammt aus dem 1942 gedrehten Film Casablanca und ist die zynische Beschreibung der kriminalistischen Vorgehensweise eines Polizeichefs.
Als Major Strasser am Flughafen eintrifft und den Kontrollturm verständigen will, wird er von Rick erschossen. Den anrückenden Polizisten gibt Renault die Anweisung, „die üblichen Verdächtigen“ zu verhaften und stellt sich damit auf Ricks Seite.
Dieses Filmzitat wird heute manchmal zur Rechtfertigung einer praxisorientierten Problemlösungsstrategie herangezogen.
Die üblichen Verdächtigen ist ein Spielfilm, der 1995 in den USA unter dem Regisseur Bryan Singer gedreht wurde. Die Hauptakteure treffen sich erstmals im Gefängnis zur Gegenüberstellung, nachdem sie als vorbestrafte Verdächtige verhaftet werden.

## Verlorene Liebesmüh
Verlorene Liebesmüh ist der deutsche Titel von Shakespeares Komödie Love’s Labour Lost, in der ein König (Ferdinand von Navarra), zwei Herzöge (De Longueville und Du Maine) und ein Marschall (De Biron) einen philosophischen Club gründen, dessen Ziel es ist, für drei Jahre den Anblick von Frauen zu meiden. Kurz darauf trifft jedoch die Prinzessin von Frankreich mit ihren Hofdamen Maria, Kathrine und Rosaline ein. Ferdinand „verfällt“ der Prinzessin, Berowne verliebt sich in Rosaline, Dumaine in Kate und Longaville in Maria.
Das Stück endet mit einem Fest, auf dem ein Bote die heitere Atmosphäre mit der Nachricht vom Tod des Königs von Frankreich zunichtemacht. Die Prinzessin erklärt, dass sie noch am selben Abend aufbrechen werden, und gibt König Ferdinand den Rat, ein Jahr als Einsiedler zu leben, danach könne er sie wieder aufsuchen.
Die erste Übersetzung ins Deutsche veröffentlichte 1774 Jakob Michael Reinhold Lenz unter dem lateinischen Titel Amor vincit omnia. Vier Jahre später erschien das Drama als Der Liebe Müh ist umsonst.

## Verlorener Sohn

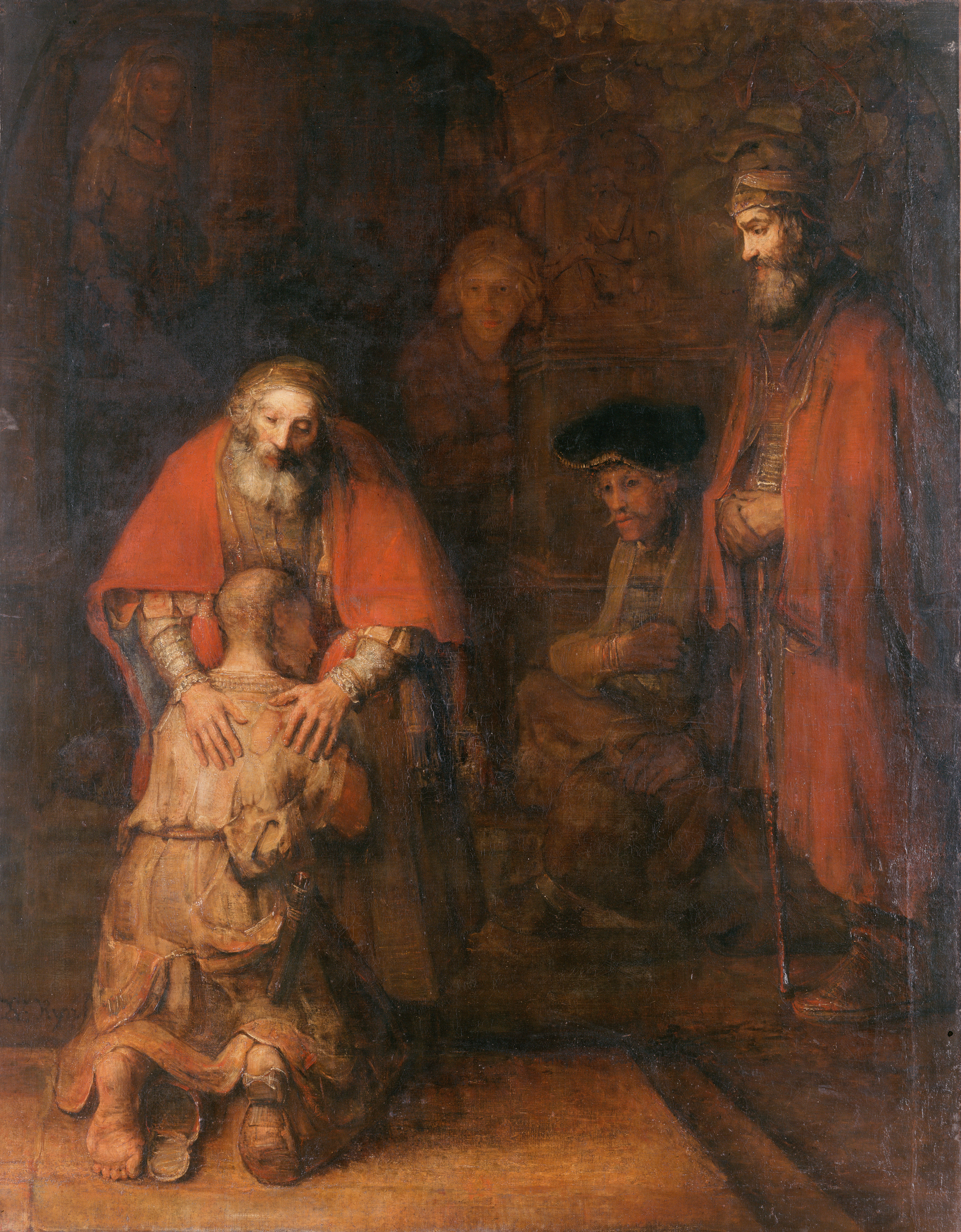
„Die Rückkehr des verlorenen Sohnes.“ (Rembrandt)

In dem biblischen Gleichnis vom verlorenen Sohn erzählt Jesus von einem der beiden Söhne eines wohlhabenden Vaters, der sich sein Erbteil auszahlen lässt und es verprasst. Als er reumütig zu seinem Vater zurückkehrt wird er von diesem ohne Vorwurf wieder aufgenommen:

«Πάτερ, ἥμαρτον εἰς τὸν οὐρανὸν καὶ ἐνώπιόν σου.»

„Pater, hēmartōn eis ton ouranon kai enōpion sou.“

„Vater, ich habe gesündigt gegen den Himmel und vor dir.“

Als sich der ältere Sohn über das großzügige Verhalten des Vaters beklagt, der auch noch ein gemästetes Kalb schlachtet, um die Rückkehr seines Sohnes zu feiern, entgegnet dieser:

„Du bist immer bei mir gewesen, was mein ist, ist dein. Freue dich über die Rückkehr deines Bruders, der tot war und wieder lebendig geworden ist.“

## Verlorenes Paradies

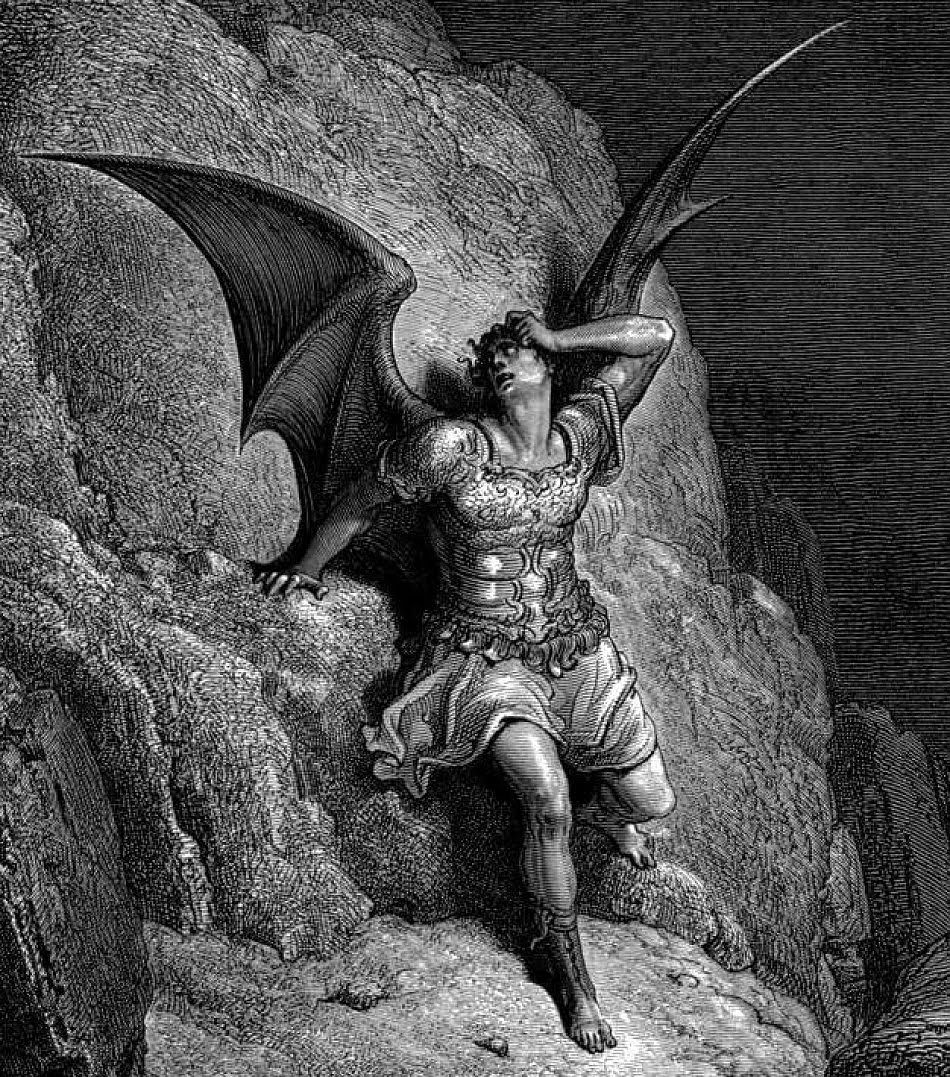
Gustave Doré: Satan in John Miltons Paradise Lost

Das Verlorene Paradies (englisch: Paradise Lost) ist ein 1663 vollendetes Epos des englischen Dichters John Milton, das das biblische Thema des Sündenfalls und den Heilsplan Gottes für die Menschheit schildert. Es erzählt die Geschichte des Sündenfalls, der Versuchung von Adam und Eva durch Satan und ihrer Vertreibung aus dem Garten Eden.
Satan und sein Gefolge haben gegen Gott rebelliert, wurden besiegt und als Strafe in die Hölle verbannt. Sie errichten dort das Pandämonium, die Heimstatt aller gefallenen Engel, und beschließen, Gott ab jetzt durch List und Trug statt auf dem offenen Schlachtfeld zu bekämpfen.
Später schrieb Milton eine Fortsetzung mit dem Titel Paradise Regained (Das wiedergewonnene Paradies), in der er erzählt, wie Gott dem Menschen die Möglichkeit gibt, das Paradies wiederzugewinnen. Diese Fortsetzung errang jedoch nie vergleichbares Ansehen.
Heinrich Böll schuf 1949 die Erzählung Verlorenes Paradies.
Heute bezeichnet man mit dem Begriff Verlorenes Paradies meist Naturgebiete, die durch menschliches Vorgehen vernichtet wurden:
- Reisebericht: Tuvalu – ein verlorenes Paradies
- Natur – Verlorenes Paradies: Der Wald sieht schwarz und schweiget
- Kommune-Experiment Friedrichshof – ein verlorenes Paradies!

## Veronika, der Lenz ist da!
Veronika, der Lenz ist da! war ein Schlager des Vokalensembles Comedian Harmonists, mit dem diese in den 1930er Jahren großen Erfolg hatten.
Die Melodie stammt von dem österreichischen Schlagerkomponisten Walter Jurmann, den Text schrieb sein Landsmann Fritz Rotter. Das Zitat ist zugleich die erste und letzte Zeile des Refrains:
Veronika, der Lenz ist da,

Die Mädchen singen tralala.

Die ganze Welt ist wie verhext,

Veronika, der Spargel wächst!

## Verrat ist nur eine Frage des Datums.

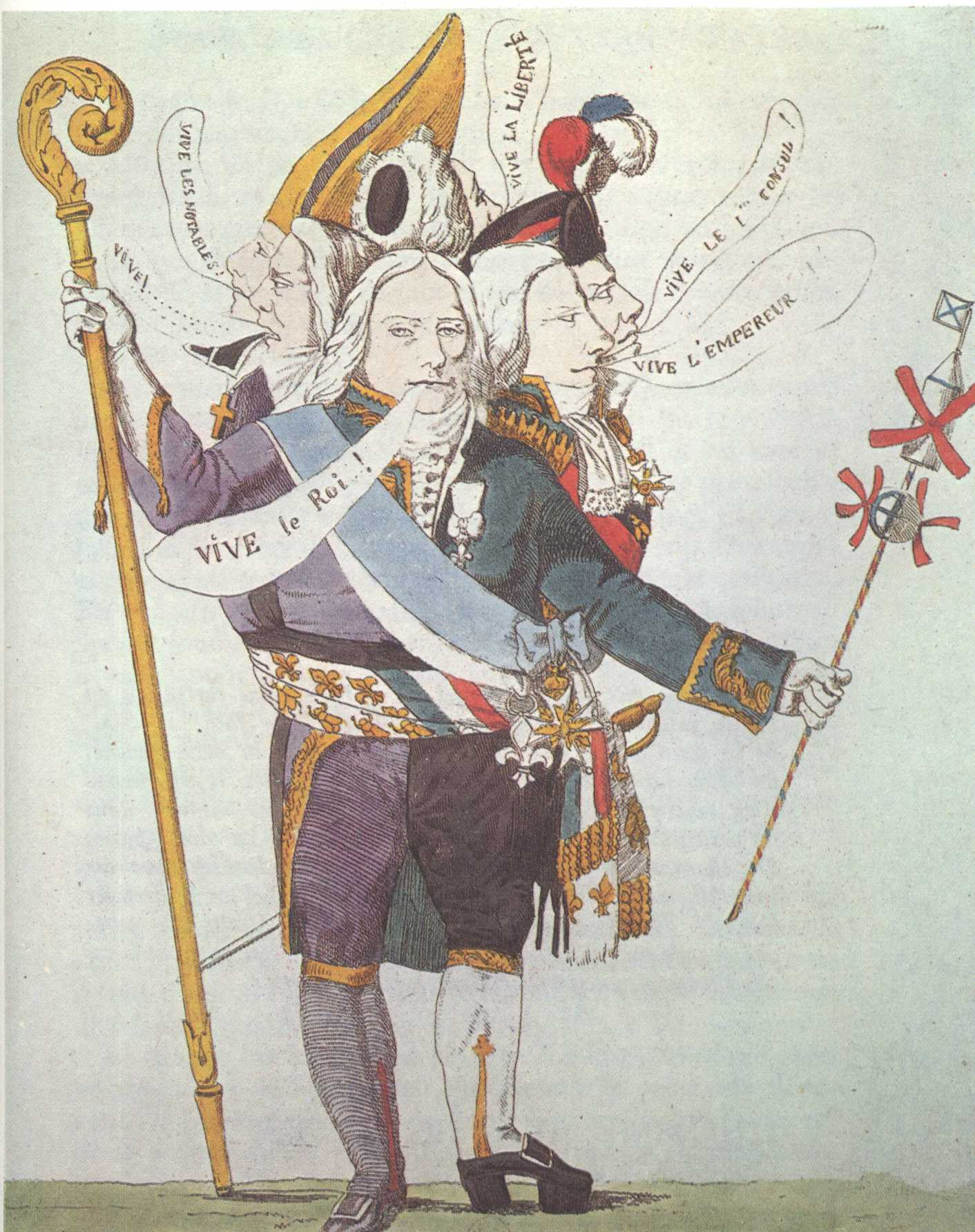
Karikatur Talleyrands von 1815
Die sechs Köpfe stellen die sechs führenden Rollen dar, die er in sechs verschiedenen Regimen spielte.

Der französische Politiker Charles-Maurice de Talleyrand-Périgord sagte zu Zar Alexander I. auf dem Wiener Kongress:

„Verrat, Sire, ist nur eine Frage des Datums.“

Frankreich war zwar als Verlierermacht auf dem Wiener Kongress, doch handelte Talleyrand geschickt erst ein Mitspracherecht, dann eine bedeutende Bündnisposition mit England und Österreich gegen Russland und Preußen aus, sodass die ehemalige Entente zerbrochen war. Kurz: Er schaffte es, als Vertreter der Verliererseite so günstige Bedingungen auszuhandeln, dass Frankreich keine Gebietsverluste erleiden musste.
Andreas Diebold vom Bayerischen Rundfunk sieht dieses Zitat mit Bezug auf seinen persönlichen Chefkonditor Marie-Antoine Carême:

„Gut möglich, dass er aber dabei seinen Meisterkoch im Auge hatte. Tatsächlich wurde der arme Talleyrand bald abgespeist; Carème zog es – ausgerechnet – zu Zar Alexander.“

Thomas Noetzel schreibt in einem Essay über das 20. Jahrhundert Das Jahrhundert des Verrats:

„Verrat wird dann zu einer Maschine der politischen Uniformierung und zu einer Frage des Datums. Wer es verpasst, der Generallinie der Partei zu folgen, wer nicht auf dem neusten Stand der ideologischen Wendungen ist, der verfällt dem Verratsvorwurf und schwebt in Lebensgefahr.“

Wird eine politische Kehrtwendung eingeschlagen, kommt es unter den Verdächtigen zu einer rückwärts verlagerten Gewissensprüfung.
Alexander Gauland schrieb im Tagesspiegel unter der Überschrift Wozu noch Überzeugungen? mit Bezug auf Arbeiterführer, die zu „Verrätern“ werden:

„Es stimmt ja, was Talleyrand einst bemerkt hat – Verrat ist nur eine Frage des Datums –, aber selbst dieser Meister der Wandlungen ließ wenigstens einige Jahre vergehen, bevor er nach dem Motto handelte, was schert mich mein Geschwätz von gestern; oder mit Adenauer feiner ausgedrückt: Wer will mich daran hindern, jeden Tag klüger zu werden.“

## Versöhnen statt spalten

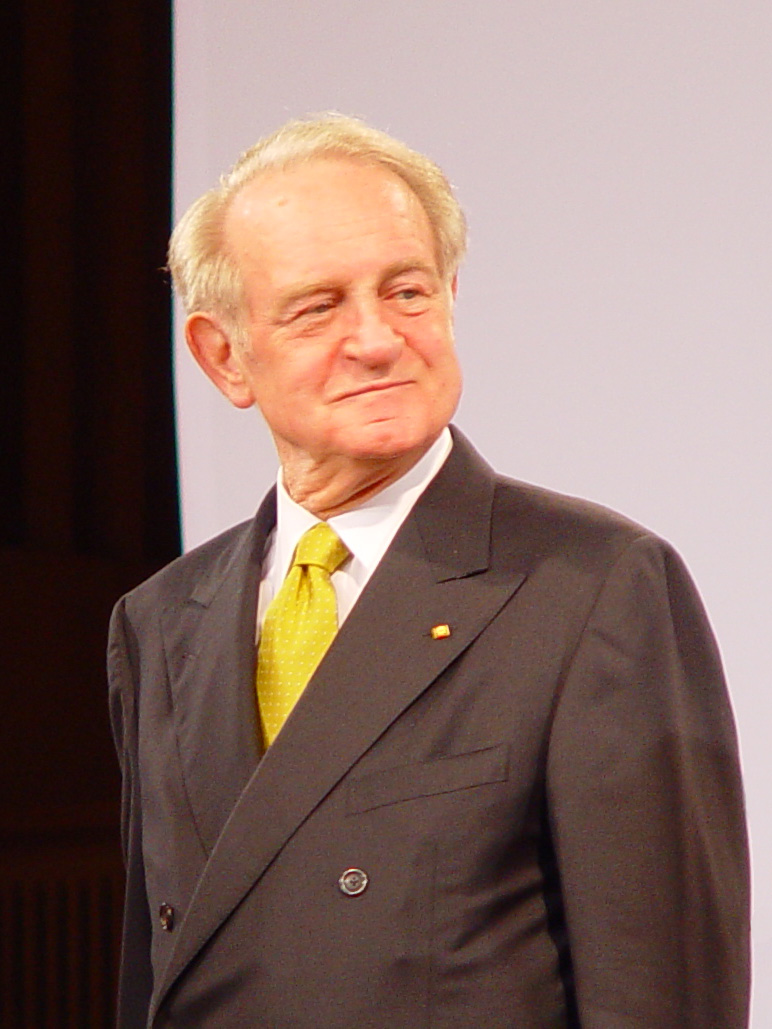
Johannes Rau, 2004

„Versöhnen statt spalten“ war zentrales Motiv des deutschen Politikers Johannes Rau, der auf Grund seines evangelisch-freikirchlichen Hintergrunds auf gesellschaftlichen Ausgleich bedacht war und für soziale Gerechtigkeit warb. Bei der Verkündigung seiner Kanzlerkandidatur 1987 sagte Rau u. a. „Versöhnen statt spalten, verliebt sein ins Gelingen. Ich setze mit Euch auf Sieg.“ Aber bereits 1985 war Versöhnen statt Spalten das Motto seiner „Ahlener Rede“. Mit den Worten Versöhnen statt spalten überschrieb Der Spiegel seinen Nachruf auf Rau. Auch eine politische Biographie trägt die Wendung im Titel. Als Bundespräsident überzeugte Rau seine Kritiker mit einer ausgewogenen Amtsführung und hatte als bekennender Christ stets Bibelzitate parat. In seiner ersten Berliner Rede sprach Rau das Thema Integration an und erklärte, dass die Zuwanderung gleichzeitig Belastung und Bereicherung sei.
Rau sagte im Juni 2004 über seine Amtszeit als Staatsoberhaupt:

„Ich wollte gerne, dass Feindschaft verschwindet, dass Versöhnung gelingt. Ich denke, da habe ich einiges bewirken können. Darüber bin ich sehr froh.“

Das umgekehrte „Spalten statt versöhnen“ wurde in der Debatte um Thilo Sarrazin, Joachim Gauck oder die türkisch-israelischen Streitigkeiten verwendet und auch von Kabarettisten wie Hagen Rether und Volker Pispers aufgegriffen.

## Vertrauen ist gut, Kontrolle ist besser!
Nach Auskunft des Instituts für Russische Sprache ist der Lenin zugeschriebene Satz „Vertrauen ist gut, Kontrolle ist besser!“ nicht seine Erfindung und kommt in dieser Form auch in keiner seiner Reden und Werke vor. Verwendet hat er aber die russische Redewendung:

«Доверяй, но проверяй.»

„Dowerjai, no prowerjai.“

„Vertraue, aber prüfe nach.“

Dies war einer seiner Lieblingssätze und ist wahrscheinlich über eine propagandistische Übersetzung als Wort Lenins in den deutschen Sprachgebrauch übergegangen.
Die englische Version Trust, but Verify wurde gerne vom US-amerikanischen Präsidenten Ronald Reagan verwendet, wenn es um das Verhältnis der USA zur Sowjetunion ging.

## Verweile doch! Du bist so schön!

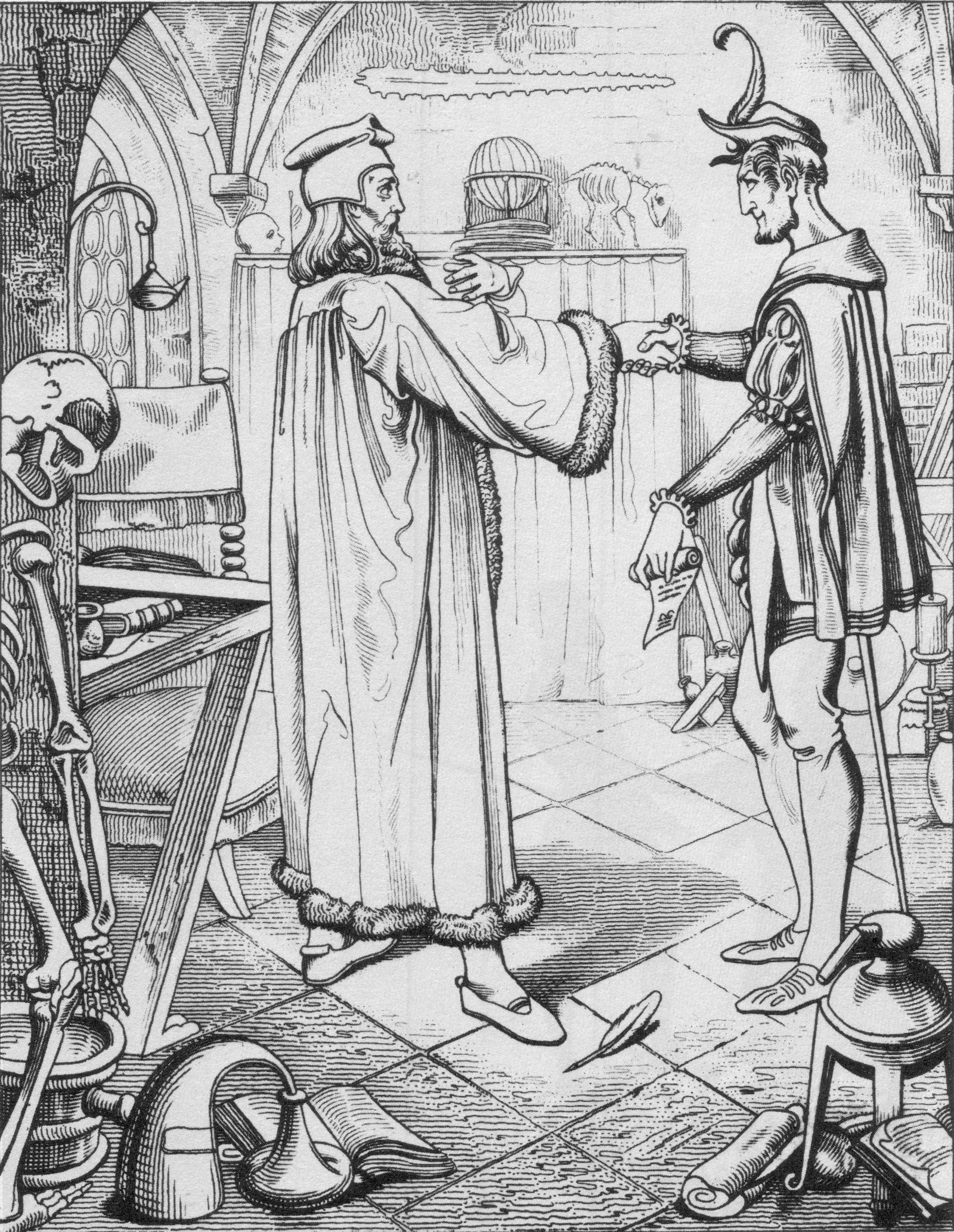
Der Teufelspakt, Stahlstich von Julius Nisle (um 1840)

Dieses berühmte Zitat stammt aus Goethes Drama Faust I.
Werd ich zum Augenblicke sagen:

Verweile doch! Du bist so schön!

Dann magst du mich in Fesseln schlagen,

dann will ich gern zugrunde gehen!
Aus Fausts Unzufriedenheit mit seinem Leben entwickelt sich der sogenannte Teufelspakt: Mephisto verpflichtet sich, Faust im Diesseits zu dienen, ihm alle Wünsche zu erfüllen und tiefste Einsichten zu gewähren; dafür verpflichtet sich Faust, dem Teufel seine Seele zu überantworten, wenn er durch Mephistos Dienste Zufriedenheit erlangt.

## Verwirrung der Gefühle
Verwirrung der Gefühle ist der Titel einer 1927 erschienenen Novelle des österreichischen Schriftstellers Stefan Zweig. Diese Novelle ist so etwas wie ein Klassiker der homosexuellen Literatur, in der die seelischen Konflikte eines verheirateten Professors geschildert werden, bei dem ein Student einzieht, der ihn als Wissenschaftler verehrt.
Der Student ist ursprünglich begeistert von einer enthusiastischen Vorlesung des Professors über die Zeit Shakespeares und entwickelt einen engen Kontakt zu dem Professor und dessen Frau. Er wohnt im selben Haus und kommt regelmäßig zu Gesprächen. Dabei beobachtet der Student verwirrt die heftigen Stimmungsumschwünge des Professors. Nähe kippt schlagartig in Zynismus um. Die Novelle beschreibt diese seltsame Ambivalenz aus der Perspektive des Studenten, der hinter all dem ein Geheimnis der Ehepartner vermutet.

## Verzeihen Sie das harte Wort!
Diese Floskel ist wohl durch die Berichte des fiktiven Zeitungskorrespondenten Wippchen populär geworden. Der Schriftsteller Julius Stettenheim ließ seine Kunstfigur in verfälschten Zitaten und falsch verwendeten Redensarten über Kriegsschauplätze berichten, die er niemals aufgesucht hat. Daher rührt die Berliner Redensart „Mach keine Wippchen!“, wenn jemand offensichtlich aufschneidet. In Wippchens Berichten finden sich auch Abwandlungen wie:
- „Entschuldigen Sie dieses herbe Wort!“
- „Verzeihen Sie, wenn meine Worte überkochen!“

Mit dieser Floskel versucht man normalerweise einen vielleicht kränkenden Ausdrucks abzumildern:
- „Dieser Dix ist – verzeihen sie das harte Wort – zum Kotzen.“
- „Ein bläder Kerl, Herr von Schnaase. Verzeihen Sie das harte Wort!“ (Ludwig Thoma: Altaich)
- „Georgette Heyer ist – verzeihen Sie das harte Wort, wie Wippchen gesagt hätte – kein heuriger Hase; sie hat bisher nicht weniger als 38 Romane veröffentlicht.“[26]

## Viel Büchermachens ist kein Ende.
Diese Worte sind Teil der Schlussbemerkung unter dem biblischen Buch des Predigers Kohelet, die vor der Übertreibung von Weisheit und Wissenschaft warnt und in diesem Zusammenhang oft zitiert wird:

„Die Worte der Weisen sind wie Treibstacheln, und wie eingeschlagene Nägel die gesammelten Sprüche; sie sind gegeben von einem Hirten. Und überdies mein Sohn, laß dich warnen: Des vielen Büchermachens ist kein Ende, und viel Studieren ist Ermüdung des Leibes.“

Viel Büchermachens Ist Kein Ende – Liebenswürdiges und Boshaftes über Bücher und solche die von und mit ihnen leben ist der Titel eines Buchs Helmut H. Vorländer aus dem Jahr 1987.
Der Barockdichter Georg Philipp Harsdörffer schreibt in der Vorrede zu seinem Werk Der Grosse Schauplatz Lust- und Lehrreicher Geschichte:

„Der weise König Salomon in seinem Prediger am 12. Cap. vers. 12. saget: Viel Bücher machens ist kein Ende. Zielend sonders Zweiffel auff unsre letzte Zeit / von welcher wir lesen in der Weissagung Danielis am 12. vers. 4. Daß in selber viel kommen werden / unnd grossen Verstand finden […] Aus besagtem erhellet / das der Prophet Daniel von dieser unsrer Zeit / in welcher deß Bůcherschreibens kein Ende / und das schwätzige Alter der Welt nicht ersättigen kan / weissaget; wie viel gute und böse Bücher geschrieben / und die nutzlichen und unnutzlichen Wissenschafften durch viel nichtige Streitschrifften vermehret werden sollen; in welchem man sich doch mehr deß viel Wissens / als eines guten Gewissens befleissigen werde.“

## Viel Feind’, viel Ehr’!

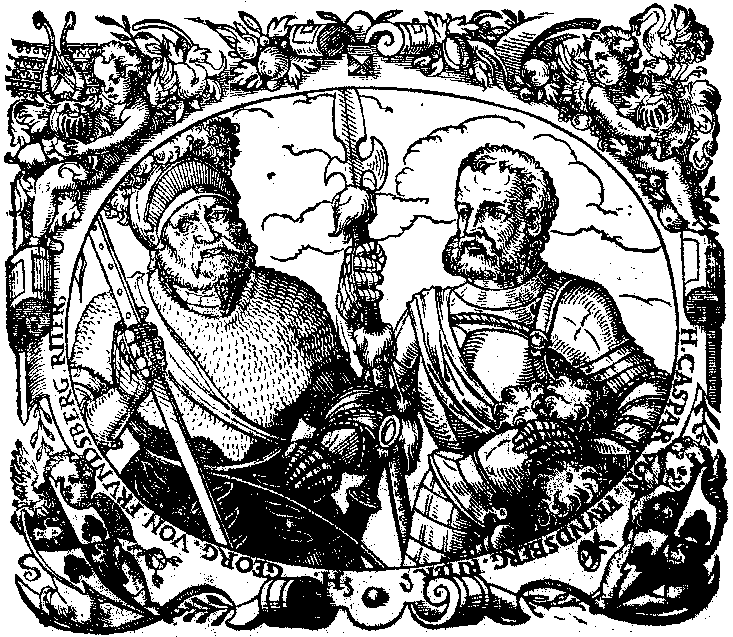
Georg von Frundsberg (links) und sein Sohn Caspar

Dieser vielzitierte Wahlspruch des frühneuzeitlichen Landsknechtsführers Georg von Frundsberg bezeichnete ursprünglich die Möglichkeit, gegen einen zahlenmäßig überlegenen Feind umso mehr Ehre erlangen zu können.
Mit seinen gut gedrillten Truppen errang Frundsberg bedeutende Siege. 1513 schlug er ein zahlenmäßig vierfach überlegenes venezianisches Heer bei Creazzo vernichtend. Aus dieser Schlacht stammt sein Motto „Viel Feind’, viel Ehr’!“
Das Zitat wird heute in unterschiedlichen Zusammenhängen gebraucht:
- „Viel Feind’ – viel Ehr. Höhen und Tiefen im Leben des Bill Clinton“ (Süddeutsche Zeitung)
- „Bundeswehr: viel Feind, viel Ehr, aber weniger Salär ...“
- „Viel Feind, viel Ehr: Russlands Präsident Putin träumt von alter Stärke.“ (Die Zeit)

Neben der oben genannten Grundbedeutung wird es auch oft in dem Sinne verwendet, jemand habe viele Feinde, weil er oder sie sich nicht beugen oder den Mund verbieten lasse – die Feinde kommen also durch das ehrenhafte Verhalten, nicht andersherum.

## Viel Lärm um nichts
Viel Lärm um nichts (englisch: Much ado about nothing) ist der deutsche Titel einer Komödie von William Shakespeare, bei der es sich um ein Stück voller Intrigen, Verleumdungen und Verwechslungen handelt. Am Ende aber siegen Liebe und Wahrheit über Täuschung und Falschheit.
Der Titel des Theaterstücks wird oft zitiert, wenn etwas als übertrieben gekennzeichnet werden soll:
- „Viel Lärm um nichts. Die Diätenerhöhung ist abgesagt.“
- „Das Arbeitszeugnis – Viel Lärm um Nichts?“
- „Viel Lärm um nichts – CO2-Kompromiss der EU“

## Viel Steine gabs und wenig Brot.
Dies ist ein Zitat aus dem Gedicht Schwäbische Kunde von Ludwig Uhland, in dem auf komische Weise beschrieben wird, wie sich Kaiser Barbarossa mit seinem Heer auf einem Kreuzzug befand. Die Ballade beginnt mit den folgenden Versen:
Als Kaiser Rotbart lobesam

zum heil’gen Land gezogen kam,

da mußt’ er mit dem frommen Heer

durch ein Gebirge wüst und leer.

Daselbst erhob sich große Not.

Viel Steine gab’s und wenig Brot.

Und mancher deutsche Reitersmann

Hat dort den Trunk sich abgetan.

Den Pferden ward so schwach im Magen,

fast mußt der Reiter die Mähre tragen.
Mit dieser Formulierung bezieht sich Uhland auf eine Stelle aus dem Evangelium nach Matthäus, an der es heißt:

„8Denn wer da bittet, der empfängt; und wer da sucht, der findet; und wer da anklopft, dem wird aufgetan. 9Welcher ist unter euch Menschen, so ihn sein Sohn bittet ums Brot, der ihm einen Stein biete? 10oder, so er ihn bittet um einen Fisch, der ihm eine Schlange biete?“

## Vierzig Jahrhunderte blicken auf euch herab.

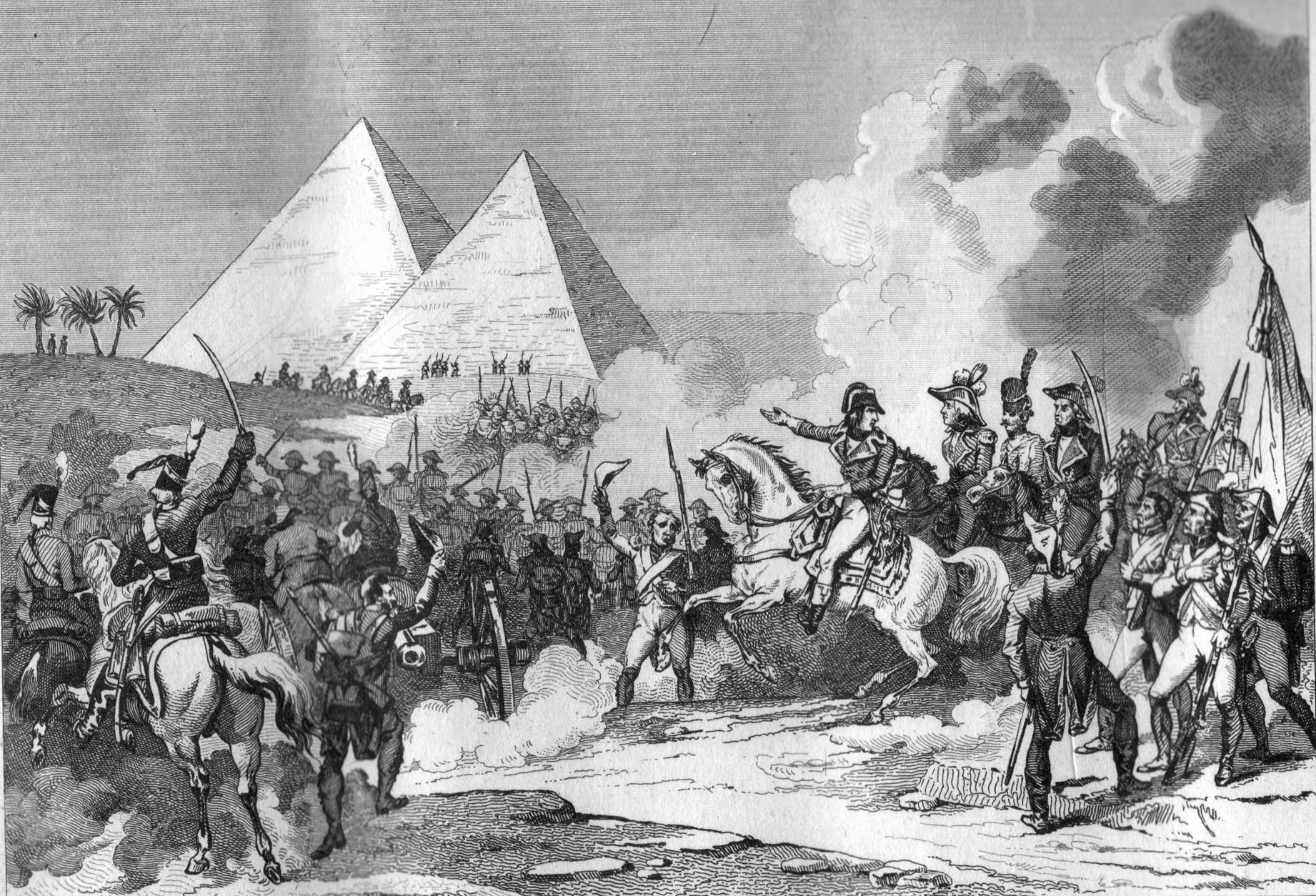
Napoléon in der Schlacht bei den Pyramiden

Napoleon Bonaparte sagte zu seinen Truppen in einer Ansprache vor der Schlacht bei den Pyramiden am 21. Juli 1798 wörtlich:

« Soldats, songez que du haut de ces pyramides quarante siècles vous contemplent! »

„Soldaten, seid euch bewusst, dass von diesen Pyramiden vierzig Jahrhunderte auf euch herab blicken.“

Im Kontext klang es folgendermaßen:

« Soldats! Vous êtes venus dans ces contrées pour les arracher à la barbarie, porter la civilisation dans l’Orient, et soustraire cette belle partie du monde au joug de l’Angleterre. Nous allons combattre. Songez que du haut de ces monuments quarante siècles vous contemplent. »

„Soldaten! Ihr seid in diesen Landstrich gekommen, um ihn der Barbarei zu entreißen, die Zivilisation in das Morgenland zu bringen und diesen schönen Teil der Welt vom Joch Englands zu befreien. Wir werden kämpfen. Denkt daran, dass von diesen Monumenten 40 Jahrhunderte auf euch herabblicken.“

Die Pyramiden entstanden etwa zwischen 2620 und 2500 v. Chr. in der 4. Dynastie. Genau genommen waren es also mehr als 40 Jahrhunderte, nämlich 4299 bis 4418 Jahre.
Tatsächlich konnten Napoleons Soldaten die Pyramiden gar nicht sehen, denn diese waren noch einen Tagesmarsch weit entfernt. Es handelt sich wohl um eine nachträgliche Heroisierung, die Napoleon erst im Exil auf St. Helena diktierte.

## Volk der Dichter und Denker
Zur stehenden Wendung von den Deutschen als „Volk der Dichter und Denker“ siehe Dichter und Denker.

## Volk ohne Raum
Volk ohne Raum ist der Titel eines Romans des Schriftstellers Hans Grimm aus dem Jahr 1926. Der Titel dieses Kolonialromans, der die deutsche Expansionspolitik rechtfertigte, wurde zum nationalsozialistischen Schlagwort.
In dem Roman propagiert Grimm, der selbst einige Jahre in Südafrika lebte, den Erwerb von Lebensraum als Lösungsstrategie für die Probleme der deutschen Republik. Der Roman entwickelt sich zu einem der meistverkauften Bücher der Weimarer Republik. Der Slogan „Volk ohne Raum“ bot sich als griffige Formel an, mit der alle Probleme der Republik kausal auf einen vermeintlichen Raummangel zurückgeführt wurden. Grimms Roman und seine Rezeption wirkten als Resonanzverstärker einer Stimmung, die als „kollektive Klaustrophobie“ bezeichnet werden könnte, die wenig später von den Nationalsozialisten in ihren Vorstellungen vom „Lebensraum im Osten“ aufgegriffen wurde. Grimm gilt gar als ein Lieblingsautor Hitlers.
Hinzuzufügen ist jedoch, dass Grimm selbst nicht von Lebensraum im Osten träumte, sondern vielmehr vom klassischen Kolonialismus der Kaiserzeit:

„Der deutsche Mensch [braucht] Raum um sich und Sonne über sich.“

## Völker Europas, wahrt eure heiligsten Güter!

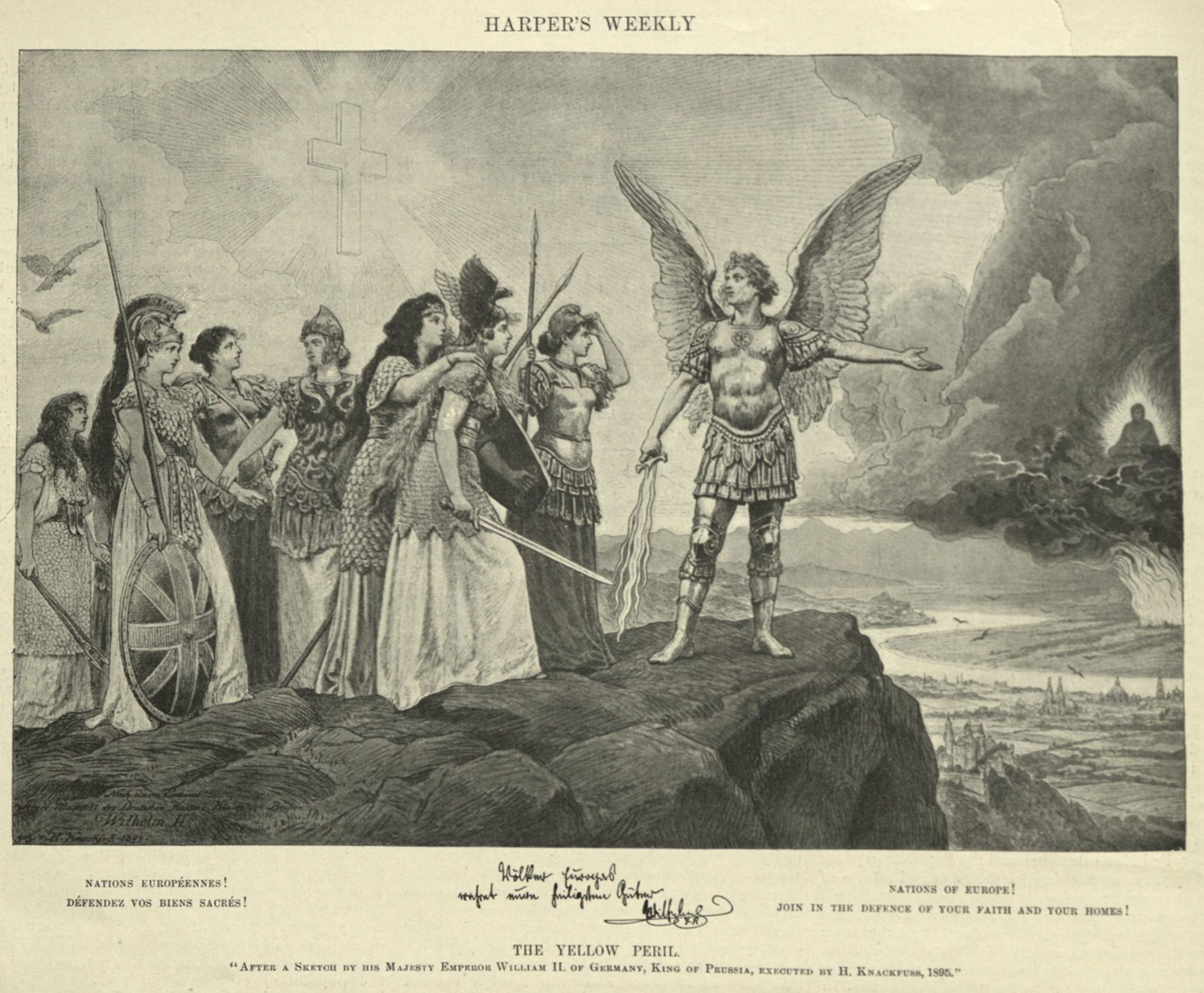
Völker Europas, wahrt eure heiligsten Güter!

Dies ist der Titel eines Bilds, dass der Historienmaler Hermann Knackfuß nach einem Entwurf von Kaiser Wilhelm II. als Geschenk an den russischen Zaren Nikolaus II. anfertigte.
Dargestellt ist der Erzengel Michael (als Schutzpatron der Deutschen), der, umgeben von einer Anzahl walkürenhafter Frauen, die die Völker Europas symbolisieren (Germania, Britannia usw.), der auf einen in dunklen Gewitterwolken über eine europäische Landschaft aus dem Osten heranschwebenden Buddha hinweist.
Mit diesem allegorischen Gemälde wollte Wilhelm II. die europäische Christenheit zum gemeinsamen Kampfe gegen die Gelbe Gefahr bzw. den gottlosen Buddhismus aufrufen.

## Völker, hört die Signale!
Der Refrain der Internationalen, des Kampflieds der internationalen Arbeiterbewegung, beginnt mit diesen Worten. Der ganze Refrain lautet im französischen Original:
C’est la lutte finale:

Groupons-nous, et demain,

L’Internationale

Sera le genre humain!
Die deutsche Version des Refrains ist:
Völker, hört die Signale!

Auf zum letzten Gefecht!

Die Internationale

Erkämpft das Menschenrecht!
Der Refrain ist so bekannt, dass die Worte immer wieder auch in anderen Kontexten zitiert werden:
- „Mithören von WLAN-Traffic. Völker, hört die Signale.“
- „Völker, hört (und seht) die Signale!“

## Volkes Stimme ist Gottes Stimme.
Die lateinische Sentenz Vox populi vox Dei bedeutet „Volkes Stimme (ist) Gottes Stimme“.
Der Satz wird manchmal zur Rechtfertigung der Volksherrschaft zitiert, oft aber auch als ironischer Kommentar auf den Ausgang von Wahlen.
Der Satz erscheint unter anderem in einem Brief des französischen Theologen Petrus von Blois, in dem er die Geistlichkeit daran erinnert, wie wichtig das Urteil der Gemeinde über sie ist:

“Scriptum est: quia vox populi, vox dei.”

„Geschrieben steht: Weil es Volkes Stimme ist, ist es Gottes Stimme.“

## Volldampf voraus!
Dieses Schlagwort für unbekümmertes Drauflosgehen stammt aus einem Telegramm, das Kaiser Wilhelm II. 1894 nach der Explosion des Hauptdampfrohres auf dem Marineschiff Brandenburg mit mehreren Todesopfern verfasste und in dem es hieß:

„Wir stehen alle In Gottes Hand.

Ich werde den Gefallenen zur Erinnerung eine Gedächtnistafel in die Garnisonkirche zu Kiel stiften, und im übrigen: Volldampf voraus!“

Bereits vier Jahre zuvor, nach der Entlassung Bismarcks, sagte Wilhelm:

„Das Amt des wachthabenden Offiziers auf dem Staatsschiff ist Mir zugefallen. Der Kurs bleibt der alte, und nun‚ Volldampf voraus!“

## Volle Kanne, Hoshi!
Dieser Satz stammt von der deutschen Synchronisierung des amerikanischen Spielfilms Bill & Teds verrückte Reise durch die Zeit. Der im Originalton verwendete Slogan „Party On, Dude!“ ist im englischsprachigen Raum weit verbreitet, während sich die deutsche Version auf den Jugendslang der 1980er Jahre sowie der Rockmusik-Szene beschränkt.

## Völlig losgelöst
Diese Beschreibung der Schwerelosigkeit stammt aus dem Schlager Major Tom, den Peter Schilling im Jahr 1982 sang und dessen Refrain folgendermaßen lautet:
Völlig losgelöst

von der Erde

schwebt das Raumschiff

völlig schwerelos.
Der bekannte Liedtitel wird heute in unterschiedlichen Zusammenhängen zitiert:
- „VW-Aktienspekulation: Völlig losgelöst von der Konzernleistung“
- „Völlig losgelöst ans Ziel – segeln.nullzeit, Segeln von Seglern für Segler.“

## Vom Bäumlein, das andere Blätter hat gewollt.
Dies ist der Titel eines Gedichtes von Friedrich Rückert aus den Fünf Märlein zum Einschläfern Für mein Schwesterlein. Vom Bäumlein, das andere Blätter hat gewollt beginnt wie folgt:
Es ist ein Bäumlein gestanden im Wald

In gutem und schlechtem Wetter;

Das hat von unten bis oben halt

Nur Nadeln gehabt statt Blätter;

Die Nadeln, die haben gestochen,

Das Bäumlein, das hat gesprochen:

‚Alle meine Kameraden

Haben schöne Blätter an,

Und ich habe nur Nadeln,

Niemand rührt mich an;

Dürft’ ich wünschen, wie ich wollt’,

Wünscht’ ich mir Blätter von lauter Gold.‘
Das Nadel-Bäumchen möchte wie die anderen Bäumen ein Blätterkleid, hellgrün im Sommer, golden im Herbst, eisgläsern im Winter. Doch sein grünes Blätterkleid wird von Ziegen gefressen, das goldene vom Räuber gestohlen, das gläserne vom Winde verweht. Am Ende bekommt es wieder seine Nadeln.
Der Titel wird zitiert, wenn sich jemand benachteiligt fühlt und immer neue Wünsche hat.

## Vom Eise befreit sind Strom und Bäche.
Dieser oft auf politisches Tauwetter angewandte Vers findet sich in Goethes Drama Faust I:
Vom Eise befreit sind Strom und Bäche

Durch des Frühlings holden, belebenden Blick;

Im Tale grünet Hoffnungsglück;

Der alte Winter, in seiner Schwäche,

Zog sich in rauhe Berge zurück.

## Vom sichern Port lässt sich’s gemächlich raten.
Diese Worte spricht in Friedrich Schillers Drama Wilhelm Tell der Fischer Ruodi zu Tell als Erwiderung auf dessen Aufforderung, doch den von den Häschern des Landvogts verfolgten Konrad Baumgarten über den stürmischen See zu fahren:

„Vertrau auf Gott, und rette den Bedrängten!“

Dies Zitat wird verwendet, wenn man ausdrücken will, dass jemand leicht Ratschläge geben kann, wenn er sich nicht in der gefährlichen Situation befindet, in der man selbst ist.

## Vom Erhabenen zum Lächerlichen ist nur ein Schritt.

Napoleon Bonaparte auf dem Rückzug von Moskau

„Du sublime au ridicule il n’y a qu’un pas“ (Vom Erhabenen zum Lächerlichen ist nur ein Schritt.) sagte Napoleon Bonaparte auf seiner Flucht aus Russland mehrmals zu seinem Gesandten in Warschau, Dominique Dufour de Pradt.
Auch in den Memoires de Mme de Remusat heißt es:

„Bonaparte hat oft gesagt, dass vom Erhabenen zum Lächerlichen nur ein Schritt wäre.“

Napoleon gab damit einem oft ausgesprochenen Gedanken lediglich seine bleibende Form. Der Schriftsteller Jean-François Marmontel schrieb bereits 1799:

« En géneral le ridicule touche au sublime »

„Ganz allgemein, das Lächerliche berührt das Erhabene“

Und Thomas Paine stellte 1794 fest:

„Wenn Schriftsteller und Kritiker vorn Erhabenen sprechen, so sehen sie nicht, wie nahe es an das Lächerliche grenzt.“

## Vom Stamme Nimm
Die Redewendung charakterisiert scherzhaft oder ablehnend einen stets auf seinen Vorteil bedachten Menschen. Möglicherweise liegt eine Verballhornung des israelischen Stammnamens Benjamin im Alten Testament zugrunde.

## Vom Winde verweht
Vom Winde verweht ist ein Roman von Margaret Mitchell, der in den Südstaaten der USA während des Sezessionskriegs in den 1860er Jahren und der darauf folgenden Reconstruction spielt.
Das Buch sollte zuerst Tote Your Heavy Bag oder Tomorrow is Another Day („Morgen ist auch noch ein Tag“) lauten. Der letztlich verwendete Titel Gone with the Wind stammt aus der dritten Strophe des Gedichts Non Sum Qualis eram Bonae Sub Regno Cynarae des englischen Dichters Ernest Dowson. Dort heißt es:

„I have forgot much, Cynara! gone with the wind.“

Im Roman fragt sich Scarlett O’Hara nach der Eroberung ihrer Heimatstadt, ob ihr Haus noch steht, oder ob es von dem Wind verweht wurde, der durch Georgia fegte (or if it too is „gone with the wind“ that swept through Georgia).

## Von der Sowjetunion lernen heißt siegen lernen.
Diese Losung war Motto für die deutsch-sowjetische Freundschaft, wie sie in DDR von der Gesellschaft für Deutsch-Sowjetische Freundschaft (DSF) als Massenorganisation propagiert wurde. Der 3. Kongress der DSF hatte 1951 die Losung „Von der Sowjetunion lernen, heißt siegen lernen“, nachfolgend wurden „Zirkel zur Auswertung sowjetischer Erfahrungen“ gegründet, die den DDR-Bürgern Kenntnisse über die Kultur und Gesellschaft der Sowjetunion vermitteln sollte.

## Von Gottes Gnaden
Das Gottesgnadentum ist eine Begründung für monarchische Herrschaftsansprüche. Der Begriff entwickelte sich aus dem Titelzusatz Dei Gratia („von Gottes Gnaden“). Es findet seinen Ausgangspunkt bei den Karolingern, speziell bei Karl dem Großen, der seine Herrschaft als römischer Kaiser im Mittelalter kirchlich legitimiert sah und der sein Reich als Einheit von Staat, Kirche und Religion verstand.
Im 1. Korintherbrief (15,10) bezeugt Paulus, dass er das, was er ist, göttlicher Gnade verdankt:

„Aber von Gottes Gnade bin ich, was ich bin.“

## Von guten Mächten wunderbar geborgen

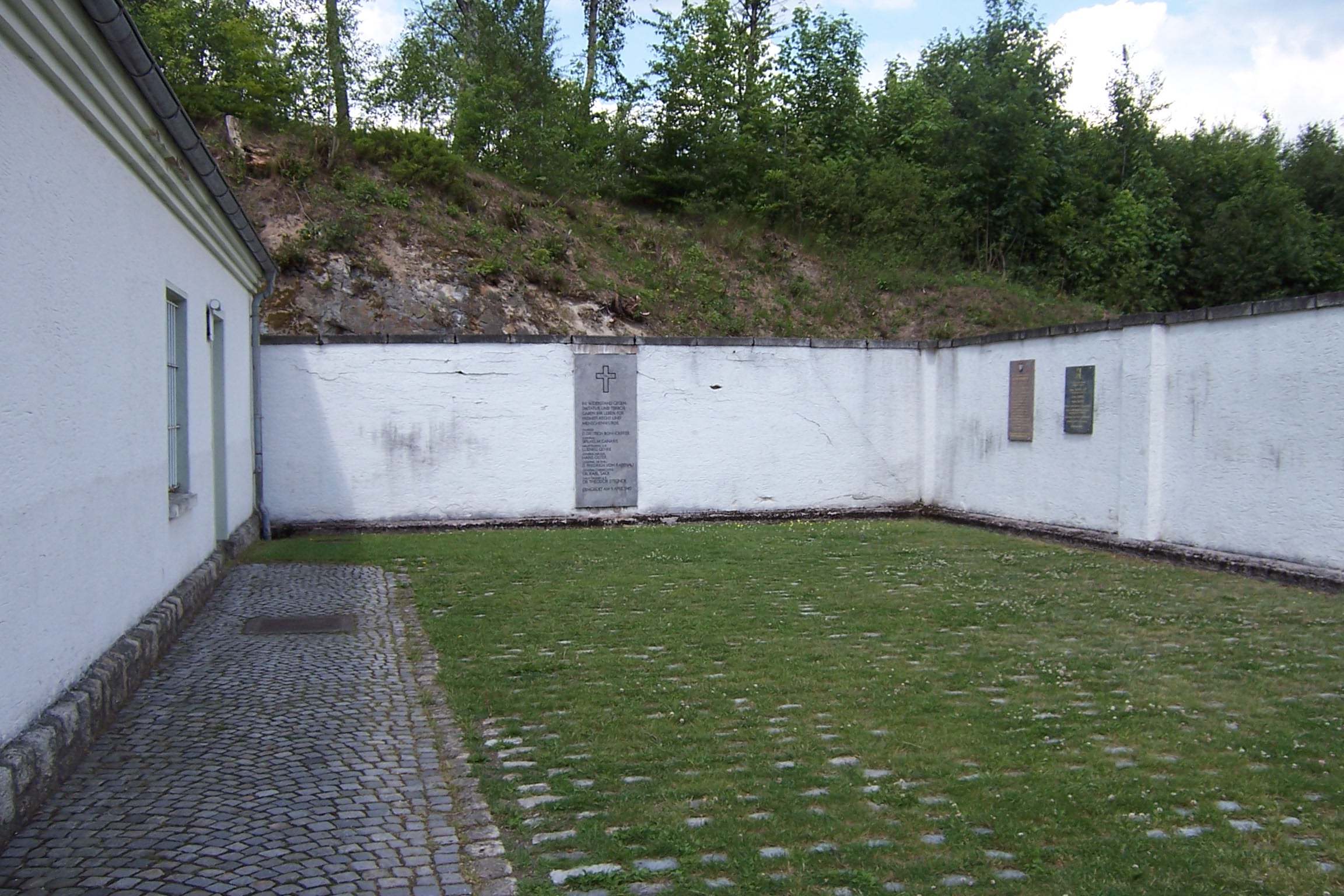
Hinrichtungsstelle Bonhoeffers im KZ Flossenbürg

Dies ist ein Zitat aus einem 1944 im Gefängnis geschriebenen Brief des Theologen und Widerstandskämpfers Dietrich Bonhoeffer. Das Gedicht Von guten Mächten treu und still umgeben war als Weihnachtsgruß für seine Verlobte, seine Eltern und Geschwister gedacht und wurde später als Kirchenliedtext berühmt. In der letzten Strophe heißt es:
Von guten Mächten wunderbar geborgen

erwarten wir getrost, was kommen mag.

Gott ist bei uns am Abend und am Morgen

und ganz gewiß an jedem neuen Tag.
Das Gedicht spricht Trost in einer familiären Situation, die von Naziherrschaft und Krieg geprägt ist: Mehrere Familienmitglieder sind inhaftiert, seine Zwillingsschwester ist wegen ihres jüdischen Mannes ins Ausland gegangen, der Sohn ist gefallen.

## Von hier und heute geht eine neue Epoche der Weltgeschichte aus, und ihr könnt sagen, ihr seid dabei gewesen.

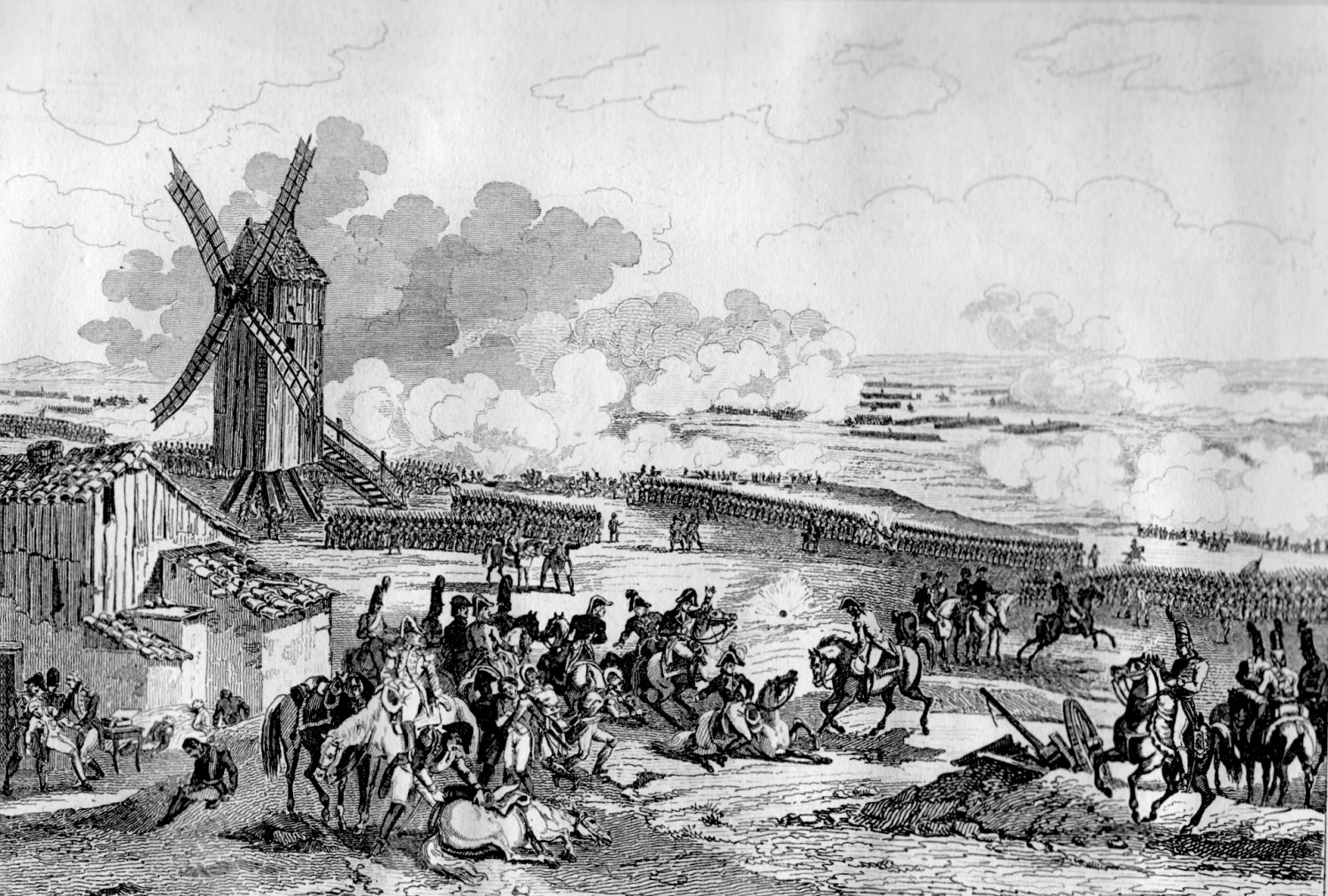
Kanonade von Valmy

Bei der so genannten Kanonade von Valmy am 20. September 1792 zwangen die französischen Revolutionstruppen die preußisch-österreichischen Truppen zum Rückzug und begannen danach ihren siegreichen Vormarsch zum Rhein.
Johann Wolfgang von Goethe, der die Kanonade in Begleitung des Herzogs von Sachsen-Weimar-Eisenach miterlebte, berichtet in seiner 30 Jahre später niedergeschriebenen Kampagne in Frankreich von dieser Schlacht. Am Abend der Niederlage wurde er von den niedergeschlagenen Leuten nach seiner Meinung befragt. Kurz darauf wurde in Frankreich die Republik ausgerufen.

## Von nichts kommt nichts.
Diese Redensart geht zurück auf die lateinisch formulierte These, die sich in den Schriften von Aristoteles, Lukrez und Thomas von Aquin findet:

“Ex nihilo nihil fit.”

„Aus nichts entsteht nichts.“

Die Redensart wird verwendet, wenn darauf hingewiesen werden soll, dass ohne Engagement nichts geschieht. So heißt es zu einer Werbekampagne für das eigentlich wohl bekannte Produkt Tesa, die mit dem Motto „Von nichts kommt nichts“ überschrieben ist:

„Eine starke Marke wie Tesa bedarf einer ständigen Aktualisierung – von nichts kommt nichts. Deshalb machen wir in diesem Jahr wieder eine breit angelegte TV-Kampagne unter anderem für die neue Generation der Roller, die Power Strips sowie den Tesafilm.“

Dagegen bezeichnet creatio ex nihilo (lateinisch: Schöpfung aus nichts) die Lehre, dass die Schöpfung der Welt als Werk des Schöpfergottes absolut voraussetzungslos ist. Die einzige Stelle der Bibel, die explizit von einer „Schöpfung aus dem Nichts“ spricht, findet sich im 2. Buch der Makkabäer; dort heißt es:

„Ich bitte dich, mein Kind, schau dir den Himmel und die Erde an; sieh alles, was es da gibt, und erkenne: Gott hat das aus dem Nichts erschaffen, und so entstehen auch die Menschen.“

## Von Pontius zu Pilatus

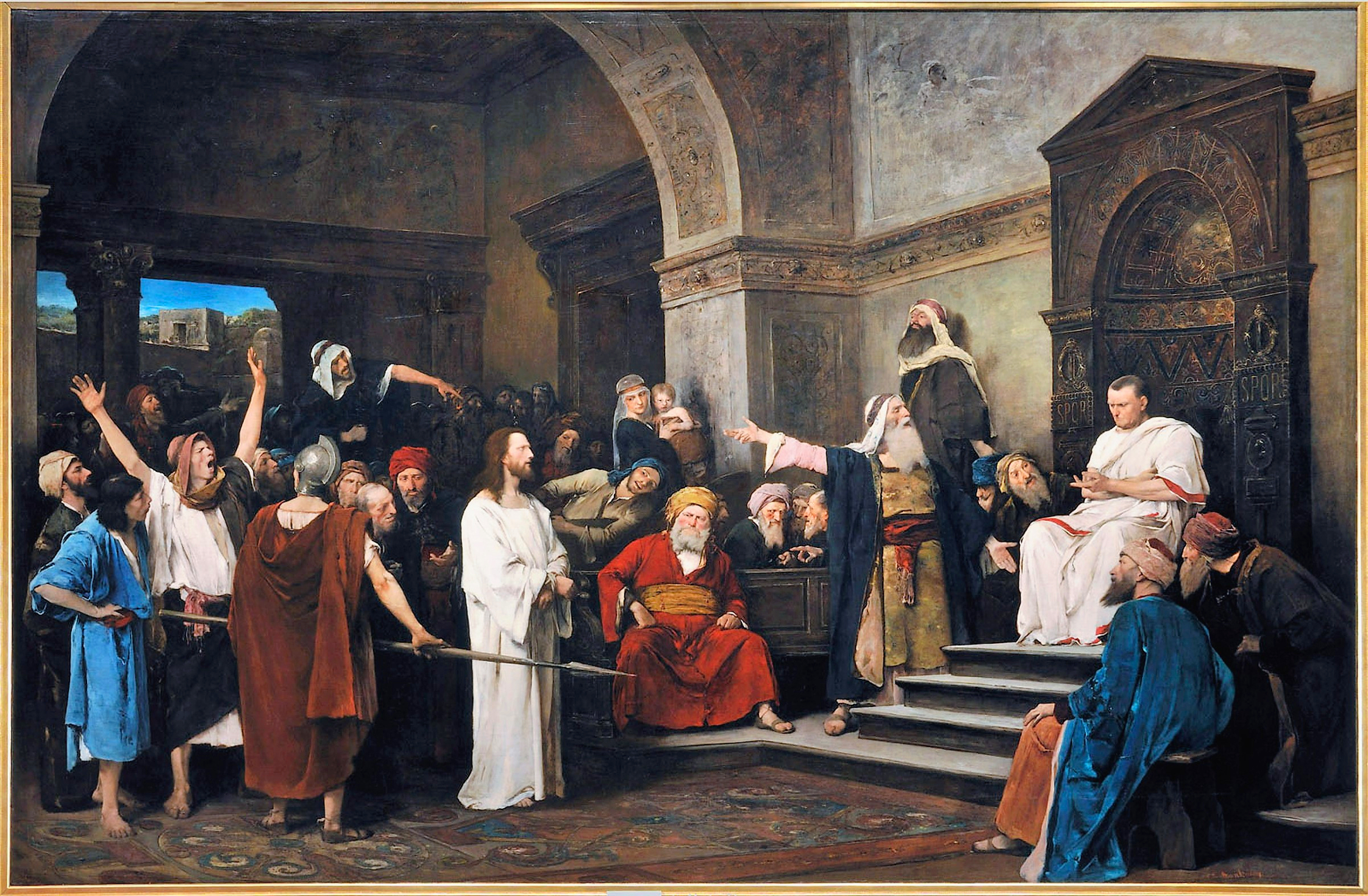
Christus vor Pontius Pilatus

Die Redewendung „von Pontius zu/nach Pilatus laufen / rennen / geschickt werden“ beschreibt eine ziellose Reise, da Pontius und Pilatus ein und dieselbe Person ist.
Zurückzuführen ist die Redewendung darauf, dass Pontius Pilatus Jesus zu dem Tetrarchen Herodes Antipas schickte. Dieser sollte über Jesus richten, trieb aber seinen Spott mit ihm und sandte ihn zur Aburteilung wieder zurück an Pilatus:

„7Und als er vernahm, daß er unter des Herodes Obrigkeit gehörte, übersandte er ihn zu Herodes, welcher in den Tagen auch zu Jerusalem war. 8Da aber Herodes Jesum sah, ward er sehr froh; denn er hätte ihn längst gern gesehen, denn er hatte viel von ihm gehört, und hoffte, er würde ein Zeichen von ihm sehen. 9Und er fragte ihn mancherlei; er antwortete ihm aber nichts. 10Die Hohenpriester aber und Schriftgelehrten standen und verklagten ihn hart. 11Aber Herodes mit seinem Hofgesinde verachtete und verspottete ihn, legte ihm ein weißes Kleid an und sandte ihn wieder zu Pilatus. 12Auf den Tag wurden Pilatus und Herodes Freunde miteinander; denn zuvor waren sie einander feind.“

Auf der Website des Mitteldeutschen Rundfunks wurde diese Redewendung folgendermaßen erläutert:

„Wer von Pontius zu Pilatus geschickt wird, der läuft ins Leere, denn es gibt gar keinen Weg zwischen Pontius und Pilatus; weil Pontius und Pilatus ein und derselbe ist. Und wenn wir selbst von Pontius zu Pilatus laufen, haben wir die Orientierung verloren. Pontius Pilatus wußte, dass Jesus unschuldig war, aber er sprach ihn nicht frei, er war ein Feigling, schickte Jesus zum König Herodes und dieser schickte ihn wieder zurück.“

## Von Zeit zu Zeit seh ich den Alten gern.
Die respektlosen Worte „Von Zeit zu Zeit seh’ ich den Alten gern’“ stammen aus dem Monolog Mephistos in Goethes Drama Faust I (Prolog im Himmel). Der Teufel sagt dies, nachdem er mit Gott die Wette um Faustens Seele abgeschlossen hat – deshalb bezieht sich „der Alte“ auch auf Gott:
Von Zeit zu Zeit seh’ ich den Alten gern,

und hüte mich, mit ihm zu brechen.

Es ist gar hübsch von einem großen Herrn

so menschlich mit dem Teufel selbst zu sprechen.
Heute wird die Zeile oft mit ironischem Bezug auf den Chef zitiert.

## Vor Tische las mans anders.
Dieser Ausspruch stammt aus Schillers Drama Wallenstein (Die Piccolomini), in dem der „kaiserliche Generalissimus“ Wallenstein sich der bedingungslosen Parteinahme seiner Generäle schriftlich versichern möchte und dazu ein entsprechendes Schriftstück verfassen lässt, das sie bei einem Bankett unterschreiben sollen. Zu Beginn wird das Schriftstück verlesen, das eine wichtige Vorbehaltsklausel enthält („soweit nämlich unser dem Kaiser geleisteter Eid es erlauben wird“). In der zweiten Version fehlt diese. General Tiefenbach vermisst die Klausel und sagt:

„Ich merkt’ es wohl, vor Tische las mans anders.“

Der Ausspruch wurde zum geflügelten Wort, das im Zusammenhang mit einem auffallenden Sinneswandel zitiert wird.

## Vorposten der Tyrannei

Vorposten der Tyrannei in Grün
USA in Blau

Vorposten der Tyrannei (englisch Outposts of tyranny) ist ein politisches Schlagwort, das von Condoleezza Rice in ihrer Anhörung zur Ernennung zur Außenministerin der USA vor dem United States Senate Committee on Foreign Relations zur Beschreibung einer Reihe von Ländern verwendet, deren Regierungen die Menschenrechte missachten:

„Die Welt sollte das anwenden, was Natan Scharanski die Marktplatzprobe nannte: »Eine Person, die nicht das Zentrum eines beliebigen Marktplatzes in einer beliebigen Stadt betreten und dort ihre Meinung frei äußern kann, ohne befürchten zu müssen, dass sie verhaftet, inhaftiert oder körperlich versehrt wird, lebt in einer Gesellschaft der Angst, nicht in einer Gesellschaft der Freiheit. Wir dürfen nicht ruhen, bis jeder, der in einer solchen ›Gesellschaft der Angst‹ lebt, seine Freiheit erlangt hat.«“

Es handelt sich dabei um folgende Staaten:
1. Iran
2. Kuba
3. Myanmar
4. Nordkorea
5. Simbabwe
6. Belarus

Die nordkoreanische Regierung nahm starken Anstoß an der Klassifizierung und erklärte, den Sechs-Nationen-Gesprächen fernbleiben zu wollen, solange sich die USA nicht entschuldigen würden.
Ähnlich unerfreut zeigte sich der Präsident Südafrikas, Thabo Mbeki, der einen versöhnlichen Kurs gegenüber dem benachbarten Simbabwe fährt. Robert Mugabe selbst reagierte im Wahlkampf ausfallend auf die Titulierung durch Rice:

„Condoleezza Rice ist ein Mädchen, das von Sklaven abstammt. Sie sollte wissen, daß der weiße Mann kein Freund ist. … Sie sagt, Simbabwe sei einer der fünf oder sechs Vorposten der Tyrannei weltweit. Klar muß sie ihrem Master (US-Präsident George W. Bush, die Red.) das Wort reden.“

## Vorschusslorbeeren
Dieser Begriff geht zurück auf eine Formulierung in einem Gedicht von Heinrich Heine mit dem Titel Plateniden (bezogen auf den Schriftsteller August von Platen) aus dem zweiten Buch der Lyriksammlung Romanzeros. In diesem Gedicht sagt Heine von Friedrich Schiller, Johann Wolfgang von Goethe, Gotthold Ephraim Lessing und Christoph Martin Wieland, den „wahren Prinzen aus Genieland“:
Wahre Prinzen aus Genieland

Zahlen bar was sie verzehrt,

Schiller, Goethe, Lessing, Wieland

Haben nie Kredit begehrt.

Wollten keine Ovationen

Von dem Publiko auf Pump,

Keine Vorschuß-Lorbeerkronen,

Rühmten sich nicht keck und plump.
Heines Begriff ist in die Alltagssprache eingegangen und wird heute noch oft gebraucht:
- „Russland: Vorschusslorbeeren für Medwedew“
- „Viele Vorschusslorbeeren für Neu-Trainer“

## Vorsicht ist die Mutter der Porzellankiste
Diese Redensart sagt aus, dass angesichts eines heiklen Vorhabens, wie es der Umgang mit einer Kiste Porzellan darstellt, besonnene, auf Sicherheit bedachte Handlungen vorzuziehen sind, damit kein Porzellan zerdeppert wird.

## Vorüber! Ach vorüber!

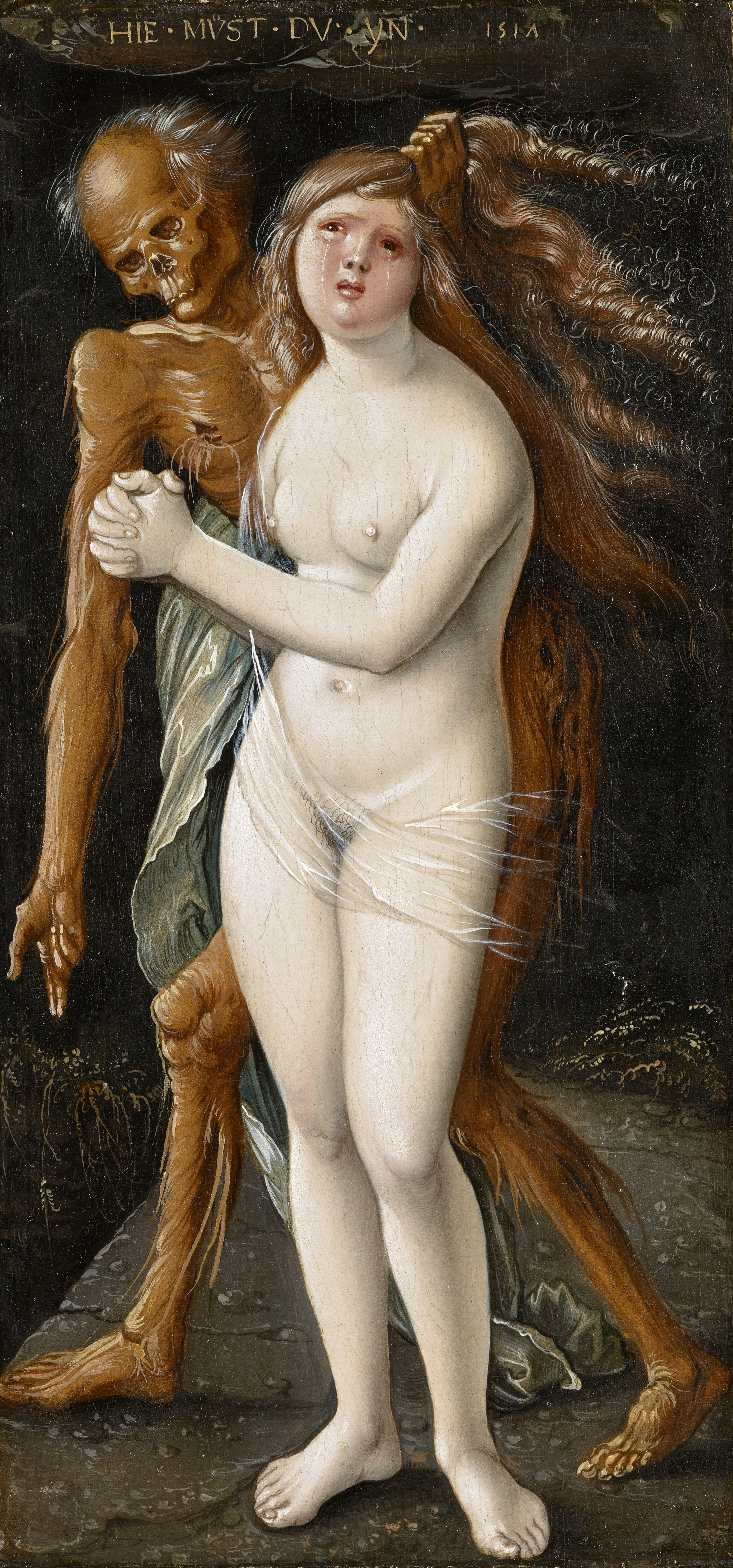
Hans Baldung Grien: Der Tod und das Mädchen

Das Streichquartett Nr. 14 d-Moll D 810 Der Tod und das Mädchen von Franz Schubert wurde zu einem Gedicht von Matthias Claudius komponiert, das mit folgenden Versen beginnt:
Vorüber! Ach vorüber!

Geh, wilder Knochenmann!

Ich bin noch jung, geh Lieber!

Und rühre mich nicht an.
Auf diese Bitte des Mädchens erwidert der Tod
Gib mir deine Hand, du schön und zart Gebild!

Bin Freund, und komme nicht, zu strafen.

Sei gutes Muts! ich bin nicht wild,

Sollst sanft in meinen Armen schlafen!
Vorüber! Ach vorüber! ist der Titel eines Kammermusikkonzerts im Potsdamer Nikolaisaal über den frühen Tod.